# Механическое напряжение
В механике сплошной среды механическое напряжение — это физическая величина, которая выражает внутренние силы, которые соседние частицы в непрерывной среде оказывают друг на друга, а деформация — это мера изменения геометрических размеров среды. Например, когда сплошная вертикальная штанга поддерживает груз, каждая частица в штанге давит на частицы, находящиеся непосредственно под ней. Когда жидкость находится в закрытом контейнере под давлением, каждая частица сталкивается со всеми окружающими частицами. Стенки контейнера и поверхность, создающая давление (например, поршень), прижимаются к ним в (по третьему закону Ньютона) соответствии с силой реакции. Эти макроскопические силы на самом деле являются чистым результатом очень большого количества межмолекулярных сил и столкновений между частицами в этих средах. Механическое напряжение или в дальнейшем напряжение часто обозначается строчной греческой буквой сигма σ.
Деформация, то есть взаимное смещение внутренних частей материала, может возникать из-за различных механизмов, таких как напряжение, при приложении внешних сил к массивному материалу (например, гравитация) или к его поверхности (например, контактные силы, внешнее давление или трение). Любая деформация твёрдого материала создаёт внутреннее упругое напряжение, аналогичное силе реакции пружины, которое стремится вернуть материал в его исходное недеформированное состояние, наблюдавшееся до приложения внешних сил. В жидкостях и газах только деформации, которые изменяют объём, создают постоянное упругое напряжение. Однако, если деформация постепенно изменяется со временем, даже в жидкостях обычно возникает некоторое вязкое напряжение, препятствующее этому изменению. Упругие и вязкие напряжения обычно объединяют под названием механическое напряжение.

Разные виды механического напряжения:
1 — сжатие;
2 — растяжение;
3 — сдвиг;
4 — изгиб;
5 — кручение;
6 — знакопеременное напряжение.

Значительное напряжение может существовать, даже если деформация незначительна или отсутствует вовсе (обычное допущение при моделировании потока воды). Напряжение может существовать при отсутствии внешних сил; такое встроенное напряжение встречается, например, в предварительно напряжённом бетоне и закалённом стекле. Напряжение может наблюдаться в материале без приложения общих сил, например, из-за изменений температуры или химического состава или внешних электромагнитных полей (как в пьезоэлектрических и магнитострикционных материалах).

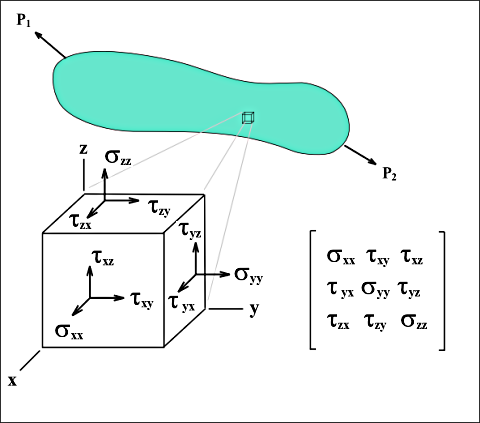
Полный тензор механического напряжения элементарного объёма тела. Буквой σ обозначены нормальные механические напряжения, а касательные буквой τ.

Связь между механическим напряжением, деформацией и скоростью изменения деформации может быть довольно сложной, хотя линейное приближение часто оказывается адекватным на практике, если их величины достаточно малы. Напряжение, превышающее определённые пределы прочности материала, приведёт к необратимой деформации (например, пластическому течению, разрушению, кавитации) или даже к изменению его кристаллической структуры и химического состава.
В некоторых отраслях техники термин «напряжение» иногда используется в более широком смысле как синоним «внутренней силы». Например, при анализе ферм это может относиться к общей силе растяжения или сжатия, действующей на балку, а не к силе, делённой на площадь её поперечного сечения.

## История

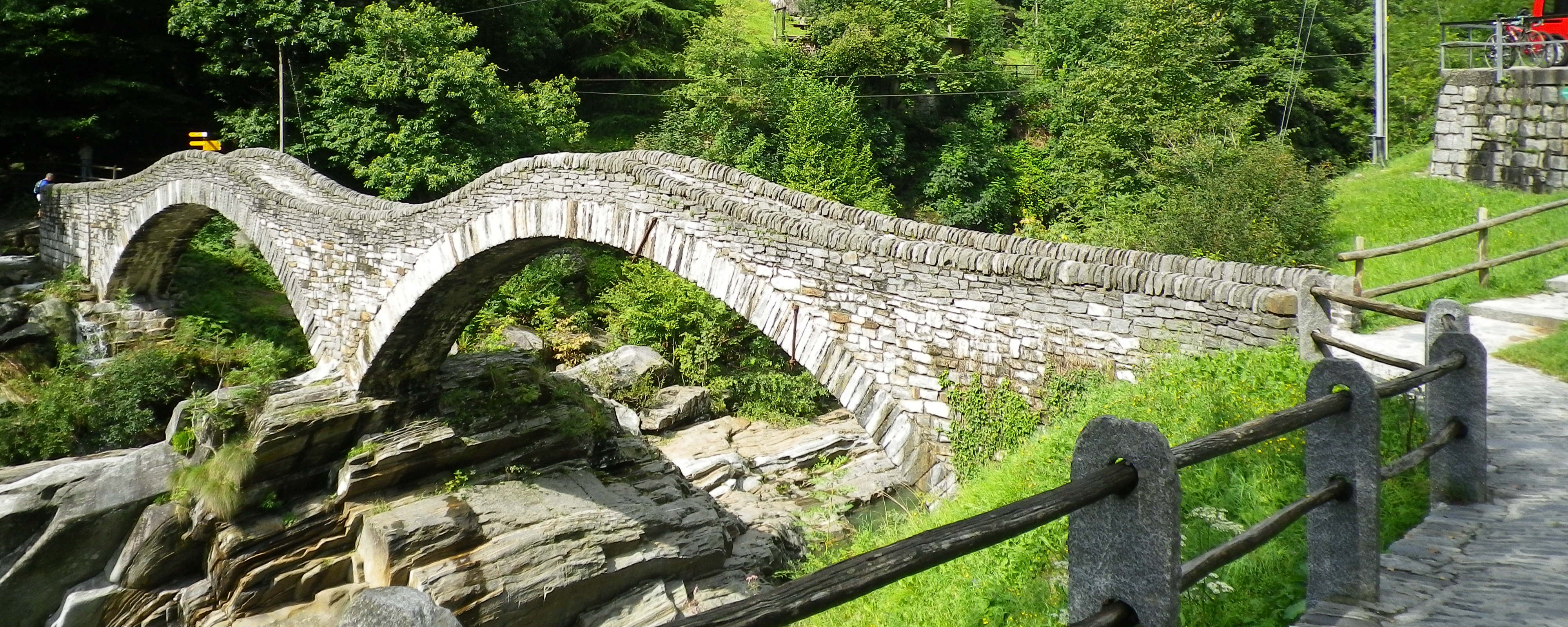
Римский мост в Швейцарии

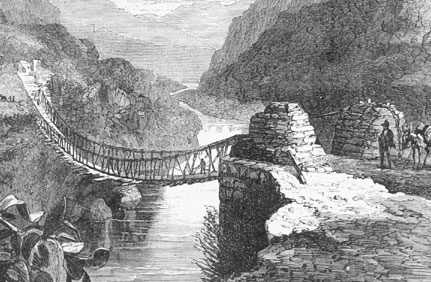
Мост инков на реке Апуримак

С древних времён люди осознавали наличие напряжений внутри материалов. До 17 века понимание напряжений было в основном интуитивным или эмпирическим; и, тем не менее, это приводило к возникновению сложных технологий, таких как композитный лук и стеклодувной технологии.
В течение нескольких тысячелетий архитекторы и строители, в частности, научились соединять деревянные балки с тщательно подобранными формами и каменные блоки, чтобы выдерживать, передавать и распределять нагрузку наиболее эффективным способом с помощью таких оригинальных устройств, как капители, арки, купола, фермы и аркбутаны готических соборов.
Древние и средневековые архитекторы разработали некоторые геометрические методы и простые формулы для вычисления необходимых размеров столбов и балок, но научное понимание напряжённого состояния простых тел стало возможным только после того, как в 17 и 18 веках были изобретены необходимые научные принципы: понятие строгого экспериментального метода Галилео Галилея, координат и аналитической геометрии Рене Декарта, а также законов движения и равновесия Ньютона и основы исчисления бесконечно малых величин. С помощью этих инструментов Огюстен Луи Коши смог создать первую строгую и общую математическую модель упругого напряжения в однородной среде. Коши заметил, что сила, действующая на воображаемую поверхность, была линейной функцией её вектора нормали. 
Понимание напряжения в жидкостях началось с Ньютона, который вывел дифференциальную формулу для сил трения (напряжения сдвига) в параллельном ламинарном потоке.

## Обзор

### Определение
Напряжение определяется как сила, действующая через «маленькую» границу на площадь этой границы для всех ориентаций границы. Будучи величиной производной от фундаментальной физической величины (силы) и чисто геометрической величины (площади), напряжение также является фундаментальной величиной, такой как скорость, крутящий момент или энергия, которые можно количественно оценить и проанализировать без явного учёта как природы материала так и его физические причины.
Следуя основным положениям механики сплошных сред, напряжение — это макроскопическое понятие. А именно, составляющие тело частицы, рассматриваемые в его определении и анализе, должны быть достаточно малыми, чтобы их можно было рассматривать как однородные по составу и состоянию, но всё жё достаточно большими, чтобы игнорировать квантовые эффекты и детальное движение молекул среды. Таким образом, сила между двумя частицами на самом деле является средним значением очень большого числа атомных сил между их молекулами; и предполагается, что физические величины, такие как масса, скорость и силы, которые действуют через объём трёхмерных тел, например гравитация, плавно распределены по ним.:p.90–106 В зависимости от контекста, можно также предположить, что частицы достаточно велики, чтобы позволить усреднение других микроскопических структурных характеристик, таких как зёрна металлического стержня или волокна куска дерева.

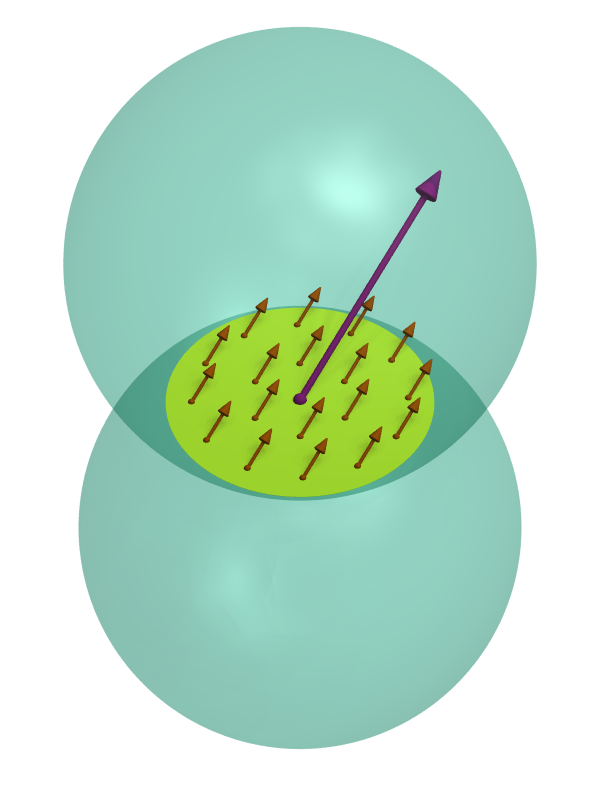
Напряжение на поверхности (жёлтый диск) — это сила, которую материал с одной стороны (верхний шар) оказывает на материал с другой стороны (нижний шар), делённая на площадь этой поверхности.

Количественно напряжение выражается вектором напряжения Коши Т, определяемым как сила F между соседними частями материала через воображаемую разделяющую поверхность S, делённую на площадь S при стремлении этой поверхности к нулю:p.41–50 В :p.41–50 жидкости сила перпендикулярна поверхности и представляет собой знакомое давление. В твёрдом теле или в потоке вязкой жидкости сила F может быть не перпендикулярна поверхности S; следовательно, напряжение на поверхности следует рассматривать как векторную величину, а не как скаляр. Более того, направление и величина обычно зависят от ориентации поверхности S. Таким образом, напряжённое состояние материала должно описываться тензором (второго ранга), называемым тензором напряжений (Коши); который является линейной функцией, связывающей вектор нормали n к поверхности S с напряжением T. По отношению к любой выбранной системе координат тензор напряжений Коши может быть представлен в виде симметричной матрицы вещественных чисел 3 × 3. Даже внутри однородного тела тензор напряжений может меняться в зависимости от координат и времени; следовательно, напряжение в материале, как правило, является изменяющимся во времени тензорным полем.

### Нормальное напряжение и напряжение сдвига
В общем, напряжение T, которое частица P прикладывает к другой частице Q по соприкасающейся поверхности S, может иметь любое направление относительно S. Вектор T можно рассматривать как сумму двух компонент: нормального напряжения (сжатия или растяжения), перпендикулярного поверхности, и напряжения сдвига, параллельного поверхности.
Если единичный вектор нормали n поверхности (направленный от Q к P) предполагается фиксированным, то нормальный компонент можно выразить одним числом, скалярным произведением T · n. Это число будет положительным, если P «растягивает» Q (растягивающее напряжение), и отрицательным, если P «толкает» Q (сжимающее напряжение). Компонент сдвига тогда представляет собой вектор T — (T · n)n.

### Единицы измерения
Размерность напряжения — это давление, и поэтому его величину обычно измеряют в тех же единицах, что и давление: а именно, паскалях (Па, то есть ньютонах на квадратный метр) в Международной системе, или фунтах на квадратный дюйм (psi) в имперской системе. Поскольку механические напряжения в твёрдых[уточнить] легко превышают миллион паскалей, то МПа (мегапаскаль) — обычная единица измерения напряжения.

### Причины и последствия

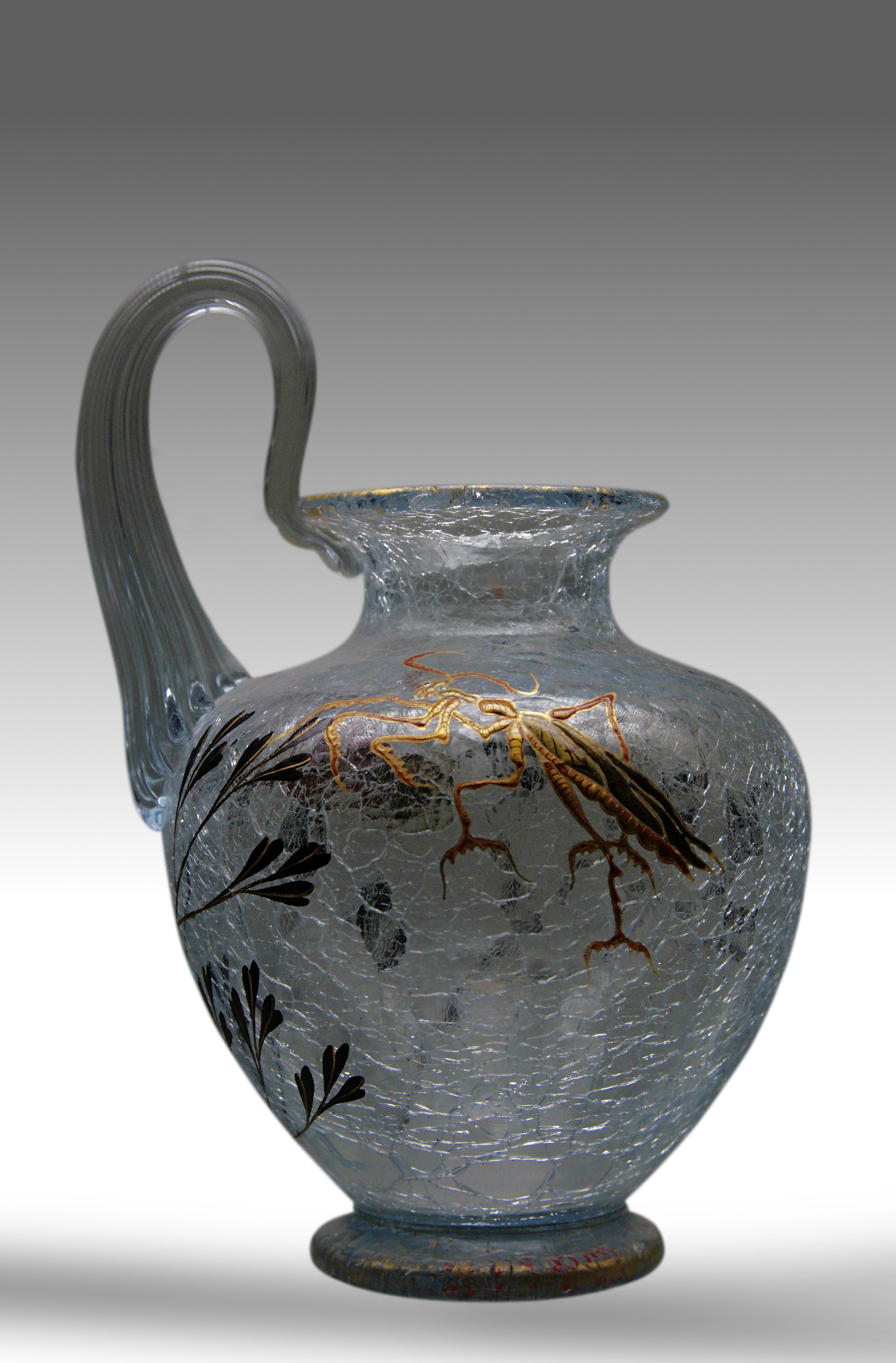
Стеклянная ваза с эффектом кракелюр. Трещины возникают в результате кратковременного, но интенсивного напряжения, возникающего при кратковременном погружении полурасплавленной детали в воду.

Напряжение в упругом теле может быть вызвано множеством физических причин, включая внешние воздействия и внутренние физические процессы. Некоторые из этих агентов (например, сила тяжести, изменения температуры и термодинамической фазы, а также электромагнитные поля) действуют на основную массу материала, непрерывно меняясь в зависимости от координат и времени. Другие агенты (например, внешние нагрузки и трение, давление окружающей среды и контактные силы) могут создавать напряжения и силы, которые сосредоточены на определённых поверхностях, линиях или точках; и, возможно, также на очень коротких временных интервалах (например, в импульсах из-за столкновений и ударов). В активном веществе самодвижущиеся микроскопические частицы порождают макроскопические профили напряжения. В общем случае, распределение напряжений в теле выражается в виде кусочно- непрерывной функция координат и времени.
Напротив, напряжение обычно коррелирует с различными воздействиями на материал, возможно, включающими изменения физических свойств, таких как двулучепреломление, поляризация и проницаемость. Приложение напряжения из-за внешнего фактора обычно создаёт некоторую деформацию в материале, даже если она слишком мала для обнаружения. В твёрдом материале такая деформация, в свою очередь, вызовет внутреннее упругое напряжение, аналогичное силе реакции растянутой пружины, стремящейся восстановить исходное недеформированное состояние материала. Жидкие материалы (жидкости, газы и плазма) по определению могут только противодействовать деформациям, которые могут изменить их объём. Однако, если деформация изменяется со временем, даже в жидкостях обычно возникает некоторое вязкое напряжение, препятствующее этому изменению. Такие напряжения могут быть как сдвиговыми, так и нормальными. Молекулярная природа сдвиговых напряжений в жидкостях изложена в статье о вязкости. То же самое для нормальных вязких напряжений можно найти в Sharma (2019).
Связь между напряжением и его последствиями и причинами, включая деформацию и скорость изменения деформации, может быть довольно сложной (хотя на практике используют линейное приближение, если величины достаточно малы). Напряжение, превышающее определённые пределы прочности материала, приведёт к необратимой деформации (например, пластическому течению, разрушению, кавитации) или даже к изменению его кристаллической структуры и химического состава.

## Простое напряжение
В некоторых ситуациях напряжение внутри тела можно адекватно описать одним вектором. Три таких ситуации простых напряжений, которые часто встречаются при проектировании инженерных конструкций, — это одноосное нормальное напряжение, простое напряжение сдвига и изотропное нормальное напряжение.

### Одноосное нормальное напряжение

Идеальное напряжение в стержне с однородным прямоугольным сечением.

Обычная ситуация с простой структурой напряжений наблюдается в прямом стержне с однородными материалом и поперечным сечением, который подвергается растяжению под действием противоположно направленных сил {\displaystyle F} вдоль своей оси. Если система находится в равновесии и не меняется со временем, и весом стержня можно пренебречь, то через каждое поперечное сечение стержня верхняя часть должна тянуть нижнюю часть с той же силой, F с непрерывным действием по всей площади поперечного сечения А. Следовательно, напряжение σ во всей штанге на любой горизонтальной поверхности можно просто выразить одним числом σ, рассчитанным по величине этих сил, F, и площади поперечного сечения, A.{\displaystyle \sigma ={\frac {F}{A}}}С другой стороны, если представить себе, что стержень разрезается по длине, параллельно оси, то между двумя половинами не будет силы (а значит, и напряжения).
Этот тип напряжения можно назвать (простым) нормальным напряжением или одноосным напряжением; в частности (одноосное, простое) растягивающее напряжение. Если нагрузка на стержень представляет собой сжатие, а не растяжение, анализ будет таким же, за исключением того, что сила F и напряжение {\displaystyle \sigma } изменят знак, и напряжение называется напряжением сжатия.

Соотношение может описывать только среднее напряжение. Напряжение может быть неравномерно распределено по поперечному сечению (м — м), особенно вблизи точек крепления (n — n).

Этот анализ предполагает, что напряжение равномерно распределено по всему поперечному сечению. На практике это предположение может оказаться неверным, в зависимости от того, как крепится стержень на концах и как он был изготовлен. В этом случае значение {\displaystyle \sigma } = F / A будет представлять только среднее напряжением, называемым инженерным напряжением или номинальным напряжением. Однако, если длина стержня L во много раз превышает его диаметр D, и он не имеет грубых дефектов или встроенных напряжений, то можно предположить, что напряжение равномерно распределено по любому поперечному сечению, расстояние до которого более чем в несколько D раз превышает расстояние от обоих концов. (Это наблюдение известно как принцип Сен-Венана).
Помимо осевого растяжения и сжатия нормальное напряжение возникает во многих других ситуациях. Если упругий стержень с однородным и симметричным поперечным сечением изгибается в одной из плоскостей симметрии, результирующее напряжение изгиба все равно будет нормальным (перпендикулярным поперечному сечению), но будет изменяться по поперечному сечению: внешняя часть будет находиться под растягивающим напряжением, а внутренняя часть будет сжата. Другой вариант нормального напряжения — это кольцевое напряжение, возникающее на стенках цилиндрической трубы или сосуда, заполненного жидкостью под давлением.

### Простое напряжение сдвига

Напряжение сдвига в горизонтальном стержне, нагружённом двумя смещёнными блоками.

Другой простой тип напряжения возникает, когда слой упругого материала равномерной толщины, такой как клей или резина, прочно прикреплён к двум жёстким телам, которые тянутся в противоположных направлениях силами, параллельными этому слою; или отрезок стержня из мягкого металла, который разрезают лезвия ножниц. Пусть F — величина этих сил, а M — средняя плоскость этого слоя. Как и в случае нормального напряжения, часть слоя на одной стороне M должна тянуть другую часть с той же силой F. Предполагая, что направление сил известно, напряжение на M можно выразить одним числом {\displaystyle \tau }, которое рассчитывается по величине этих сил F и площади поперечного сечения A.{\displaystyle \tau ={\frac {F}{A}}} Однако, в отличие от нормального напряжения, это простое напряжение сдвига направлено параллельно рассматриваемому поперечному сечению, а не перпендикулярно ему. Для любой плоскости S, перпендикулярной слою, полная внутренняя сила в плоскости S и, следовательно, напряжение будут равны нулю.
Как и в случае стержня с осевой нагрузкой, на практике напряжение сдвига не может быть равномерно распределённым по слою; поэтому, как и раньше, отношение F / A будет иметь смысл среднего («номинального», «инженерного») напряжения. Однако для практических целей этого среднего значения часто бывает достаточно:p.292. Напряжение сдвига наблюдается также, когда цилиндрический стержень, такой как вал, подвергается воздействию противоположных моментов на его концах. В этом случае напряжение сдвига в каждом поперечном сечении параллельно поперечному сечению, но ориентировано тангенциально относительно оси и увеличивается с увеличением расстояния от оси. Под действием изгибающих нагрузок в средней плоскости («стенке») двутавровых балок возникает значительное напряжение сдвига из-за того, что стенка ограничивает концевые пластины («полки»).

### Изотропное напряжение

Изотропное растягивающее напряжение. Вверху слева: каждая грань куба из однородного материала растягивается силой с величиной F, равномерно приложенной ко всей грани, площадь которых равна A. Сила, действующая на любое сечение S куба, должна уравновешивать силами, приложенными под сечением. В трёх показанных сечениях силы F (вверху справа), F (внизу слева) и F (внизу справа); а площадь S равна A, A и А соответственно. Таким образом, напряжение на S равно F / A во всех трёх случаях.

Другой простой тип напряжения возникает, когда материальное тело испытывает одинаковое сжатие или растяжение во всех направлениях. Это происходит, например, в части покоящейся жидкости или газе, заключённой в какой-либо контейнер или как часть большей массы жидкости; или внутри куба из упругого материала, который находится под равномерным давлением или растягивается на всех шести гранях равными перпендикулярными граням силами — при условии, что в обоих случаях материал является однородным, без встроенных напряжений и что влиянием гравитации и других внешних сил можно пренебречь.
В этих ситуациях напряжение на любой воображаемой внутренней поверхности оказывается равным по величине и всегда направлено перпендикулярно поверхности независимо от её ориентации. Этот тип напряжения можно назвать изотропным нормальным или просто изотропным; если наблюдается напряжение сжатия, то оно называется гидростатическим давлением или просто давлением. Газы по определению не могут выдерживать растягивающие напряжения, но некоторые жидкости могут выдерживать удивительно большие значения изотропного растягивающего напряжения при некоторых обстоятельствах (см. Z-образную трубку).

### Напряжения в цилиндре
Детали с осевой симметрией, такие как колёса, оси, трубы, диски и стойки очень распространены в технике. Часто рисунки напряжений, возникающие в таких деталях, имеют вращательную (аксиальную) или даже цилиндрическую симметрию. При анализе таких цилиндрических напряжений используют симметрию для уменьшения размерности области и/или тензора напряжений.

## Общий вид тензора напряжения
Часто механические тела испытывают одновременно более одного типа нагрузки; это называется комбинированным напряжением. При нормальном напряжении и напряжении сдвига величина напряжения максимальна для поверхностей, перпендикулярных определённому направлению {\displaystyle d,} и равна ноль на любых поверхностях, параллельных {\displaystyle d.} Когда напряжение сдвига равно нулю только на поверхностях, перпендикулярных одному конкретному направлению, напряжение называется двухосным, и его можно рассматривать как сумму двух нормальных напряжений или напряжений сдвига. В наиболее общем случае, называемом трёхосным напряжением, напряжение отлично от нуля на каждом элементе поверхности.

### Тензор напряжений Коши

Компоненты напряжения в трёх измерениях

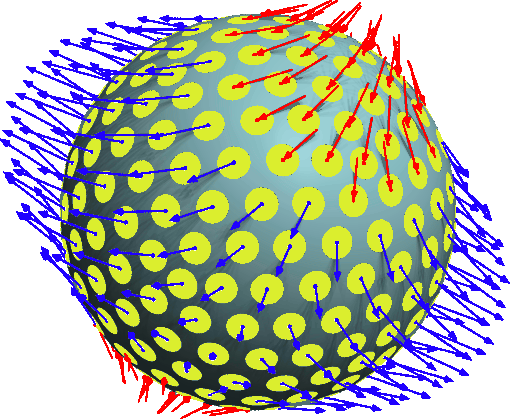
Иллюстрация типичных напряжений (стрелки) на различных элементах поверхности на границе частицы (сферы) в однородном материале при однородном (но не изотропном) трёхосном напряжении. Нормальные напряжения на главных осях равны +5, +2 и −3 единиц.

Комбинированные напряжения нельзя описать одним вектором. Поэтому даже если материал подвергается одинаковому напряжению во всем объёме тела, напряжение на любой воображаемой поверхности будет зависеть от ориентации этой поверхности нетривиальным образом.
Однако Коши заметил, что вектор напряжения {\displaystyle T} заданный на поверхности всегда будет линейной функцией вектора нормали к поверхности {\displaystyle n,} — вектору единичной длины, перпендикулярному ей. То есть, {\displaystyle T={\boldsymbol {\sigma }}(n),} где функция {\displaystyle {\boldsymbol {\sigma }}} удовлетворяет соотношению
{\displaystyle {\boldsymbol {\sigma }}(\alpha u+\beta v)=\alpha {\boldsymbol {\sigma }}(u)+\beta {\boldsymbol {\sigma }}(v)}
для любых векторов {\displaystyle u,\ v} и любых вещественных чисел {\displaystyle \alpha ,\ \beta .} Функция {\displaystyle {\boldsymbol {\sigma }},} теперь называемая тензором напряжений (Коши), полностью описывает напряжённое состояние равномерно напряжённого тела. (В целом любая линейная связь между двумя физическими векторными величинами называется тензором, что соответствует первоначальному смыслу, который Коши вкладывал в описание «напряжений» в материале.) В тензорном исчислении {\displaystyle {\boldsymbol {\sigma }}} классифицируется как тензор второго ранга типа (0,2).
Как и любое линейное отображение между векторами, тензор напряжений можно представить в любой выбранной декартовой системе координат матрицей вещественных чисел 3 × 3. В зависимости от того, пронумерованы ли координаты {\displaystyle x_{1},\ x_{2},\ x_{3}} или использованы {\displaystyle x,\ y,\ z} матрицу можно записать как:
{\displaystyle {\begin{bmatrix}\sigma _{11}&\sigma _{12}&\sigma _{13}\\\sigma _{21}&\sigma _{22}&\sigma _{23}\\\sigma _{31}&\sigma _{32}&\sigma _{33}\end{bmatrix}}\quad \quad \quad } или {\displaystyle \quad \quad \quad {\begin{bmatrix}\sigma _{xx}&\sigma _{xy}&\sigma _{xz}\\\sigma _{yx}&\sigma _{yy}&\sigma _{yz}\\\sigma _{zx}&\sigma _{zy}&\sigma _{zz}\\\end{bmatrix}}}
Вектор напряжения {\displaystyle T={\boldsymbol {\sigma }}(n)} заданный на поверхности с вектором нормали {\displaystyle n} с координатами {\displaystyle n_{1},\ n_{2},\ n_{3}} тогда представим в виде матричного произведения {\displaystyle T=n\cdot {\boldsymbol {\sigma }}}. В результате мы получаем ковариантный (вектор-строка) вектор (сравните с тензором напряжений Коши), то есть
{\displaystyle {\begin{bmatrix}T_{1}&T_{2}&T_{3}\end{bmatrix}}={\begin{bmatrix}n_{1}&n_{2}&n_{3}\end{bmatrix}}\cdot {\begin{bmatrix}\sigma _{11}&\sigma _{21}&\sigma _{31}\\\sigma _{12}&\sigma _{22}&\sigma _{32}\\\sigma _{13}&\sigma _{23}&\sigma _{33}\end{bmatrix}}}
Линейная связь между {\displaystyle T} а также {\displaystyle n} следует из фундаментальных законов сохранения количества движения и статического равновесия сил и, следовательно, является математически точным для любого материала и любой напряжённой ситуации. Компоненты тензора напряжений Коши в каждой точке тела удовлетворяют уравнениям равновесия (уравнениям движения Коши при нулевом ускорении). Более того, из принципа сохранения углового момента следует, что тензор напряжений симметричен, то есть {\displaystyle \sigma _{12}=\sigma _{21},} {\displaystyle \sigma _{13}=\sigma _{31},} а также {\displaystyle \sigma _{23}=\sigma _{32}.} Следовательно, напряжённое состояние среды в любой точке и момент времени может быть задан только шестью независимыми параметрами, а не девятью. Это отражено в записи:
{\displaystyle {\begin{bmatrix}\sigma _{x}&\tau _{xy}&\tau _{xz}\\\tau _{xy}&\sigma _{y}&\tau _{yz}\\\tau _{xz}&\tau _{yz}&\sigma _{z}\end{bmatrix}}}
где элементы {\displaystyle \sigma _{x},\ \sigma _{y},\ \sigma _{z}} называются ортогональными нормальными напряжениями (относительно выбранной системы координат), а {\displaystyle \tau _{xy},\ \tau _{xz},\ \tau _{yz}} ортогональными касательными напряжениями.

### Преобразование координат
Тензор напряжений Коши подчиняется закону преобразования тензоров при изменении системы координат. Для графического представлением этого закона преобразования используют круг напряжений Мора.
Для симметричной вещественной матрицы 3 × 3 тензор напряжений {\displaystyle {\boldsymbol {\sigma }}} имеется три взаимно ортогональных собственных вектора единичной длины {\displaystyle e_{1},\ e_{2},\ e_{3}} и три действительных собственных значения {\displaystyle \lambda _{1},\ \lambda _{2},\ \lambda _{3}}, так что {\displaystyle {\boldsymbol {\sigma }}e_{i}=\lambda _{i}e_{i}.} Следовательно, в системе координат с осями {\displaystyle e_{1},\ e_{2},\ e_{3},} тензор напряжений представляет собой диагональную матрицу и имеет только три нормальные компоненты {\displaystyle \lambda _{1},\ \lambda _{2},\ \lambda _{3}} называемые главными напряжениями. Если три собственных значения равны, то напряжение представляет собой изотропное сжатие или растяжение, и оно всегда перпендикулярно любой поверхности, а напряжение сдвига отсутствует, а тензор представляет собой диагональную матрицу в любой системе координат.

### Напряжение как тензорное поле
Обычно напряжение распределяется в объёме материального тела неравномерно и может меняться со временем. Следовательно, тензор напряжений должен быть определён для каждой точки и каждого момента времени, рассматривая бесконечно малую частицу среды, окружающую эту точку, и принимая средние напряжения в этой частице за напряжения в этой точке.

### Напряжение в тонких пластинах

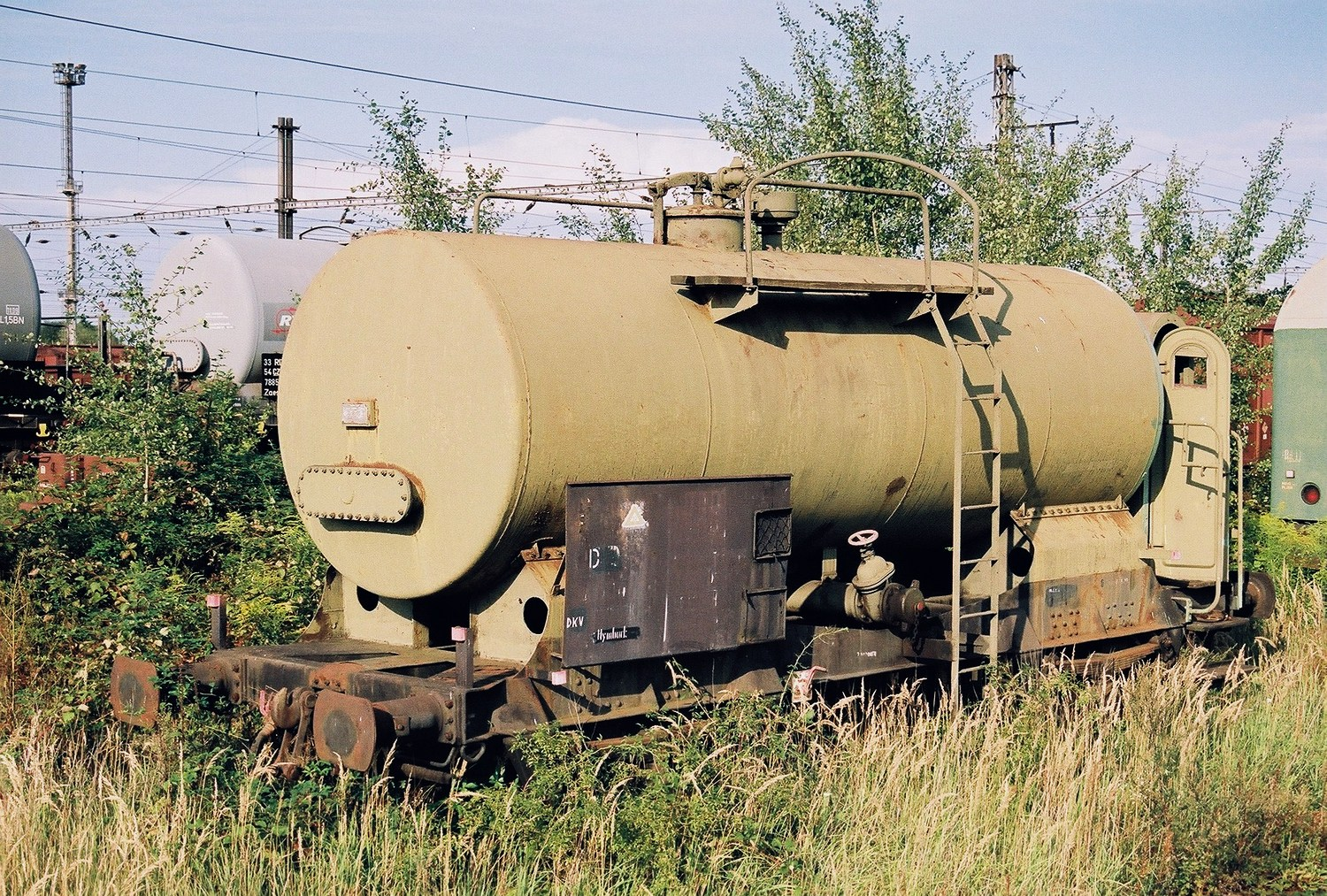
Цистерна из гнутых и сварных стальных листов.

Искусственные объекты часто изготавливаются из стандартных деталей сделанных из различных материалов с помощью операций, которые не меняют их по существу их двумерного характера, таких как резка, сверление, плавная гибка и сварка по краям. Описание напряжений в таких телах можно упростить, моделируя эти части как двумерные поверхности, а не как трёхмерные тела.
С этой точки зрения можно переопределить «частицу» как бесконечно малый участок поверхности пластины, так что граница между соседними частицами становится бесконечно малым линейным элементом (контуром); оба они неявно вытянуты в третьем измерении, перпендикулярно пластине. Затем «напряжение» переопределяется как мера внутренних сил между двумя соседними «частицами», вдоль их общего линейного элемента, делённая на длину этого элемента. Некоторые компоненты тензора напряжений можно игнорировать, но, поскольку частицы не являются бесконечно малыми в третьем измерении, нельзя больше игнорировать крутящий момент, который частица прикладывает к соседним частицам. Этот крутящий момент моделируется как напряжение изгиба, которое имеет тенденцию изменять кривизну пластины. Однако эти упрощения могут быть неприменимы к сварным швам или при резких изгибах и складках (где радиус кривизны сравним с толщиной листа).

### Напряжение в тонких балках

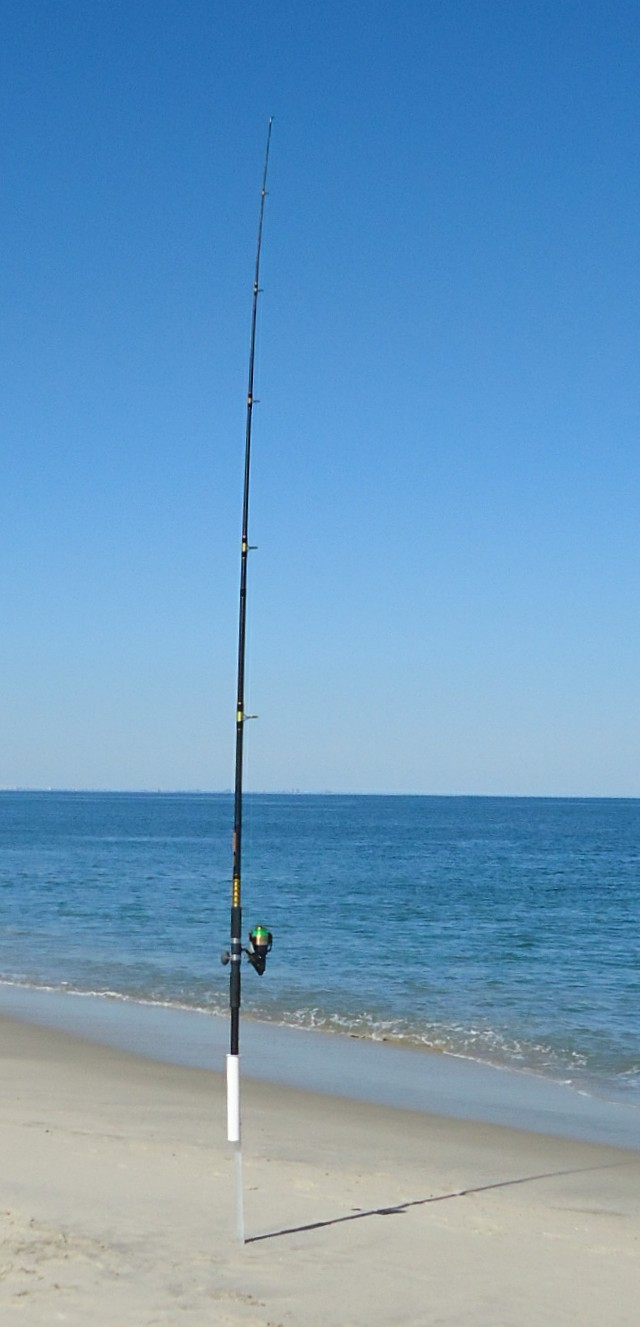
Для моделирования напряжений удочку можно считать одномерной.

Анализ напряжений значительно упрощается также для тонких стержней, балок или проволоки однородного (или плавно меняющегося) состава и поперечного сечения, которые подвергаются умеренному изгибу и скручиванию. Для этих тел можно рассматривать только поперечные сечения, перпендикулярные оси стержня, и переопределить «частицу» как кусок проволоки с бесконечно малой длиной между двумя такими поперечными сечениями. Обычное напряжение поэтому сводится к скаляру (растяжение или сжатие стержня), но необходимо также учитывать напряжение изгиба (которое пытается изменить кривизну стержня в некотором направлении, перпендикулярном оси) и напряжение скручивания (которое пытается повернуть или раскрутить его вокруг своей оси).

### Другие описания напряжений
Тензор напряжений Коши используется для анализа напряжений материальных тел, испытывающих небольшие деформации, где различиями в распределении напряжений в большинстве случаев можно пренебречь. Для больших деформаций или конечных деформаций требуются другие методы описания напряжений, такие как первый и второй тензоры напряжений Пиолы — Кирхгофа, тензор напряжений Био и тензор напряжений Кирхгофа.
Твёрдые тела, жидкости и газы обладают полями напряжений. Статические жидкости поддерживают нормальное напряжение, но текут под действием напряжения сдвига. Движущиеся вязкие жидкости могут сопротивляться напряжению сдвига (динамическое давление). Твёрдые тела могут выдерживать как сдвиговые, так и нормальные напряжения, при этом пластичные материалы разрушаются при сдвиге, а хрупкие материалы — при нормальном напряжении. Все материалы обладают зависимыми от температуры изменениями свойств, связанных с напряжением, а неньютоновские материалы изменяются в зависимости от скорости.

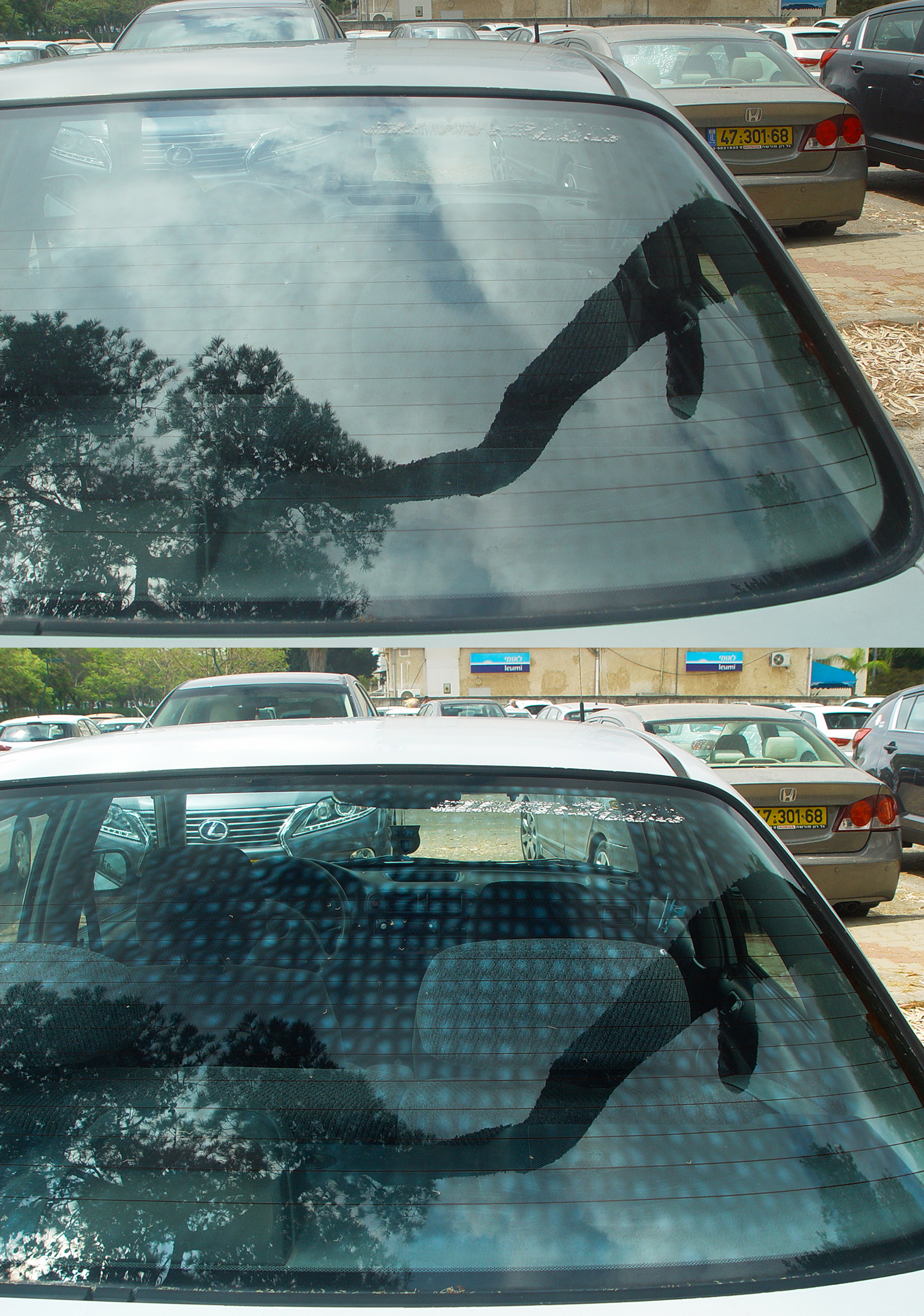
Заднее закалённое стекло автомобиля. Изменения напряжения в стекле чётко видны при фотографировании через поляризационный фильтр (нижний рисунок).

## Анализ напряжений
Анализ напряжений — это раздел прикладной физики, который рассматривает вопрос об определении распределения внутренних сил в твёрдых телах. Это важный метод в инженерных науках для изучения и проектирования таких конструкций, как туннели, плотины, механические части и каркасы конструкций, при заданных или ожидаемых нагрузках. Анализ напряжений также важен во многих других дисциплинах; например, в геологии для изучения таких явлений, как тектоника плит, вулканизм и лавины; и в биологии, для понимания анатомии живых существ.

### Цели и предположения
Анализ напряжений обычно касается объектов и конструкций, которые, как можно предположить, находятся в макроскопическом статическом равновесии. Согласно законам движения Ньютона, любые внешние силы, приложенные к такой системе, должны быть уравновешены внутренними силами реакции:p.97 которые почти всегда вызваны силами поверхностного контакта между соседними частицами, то есть напряжениями. Поскольку каждая частица должна находиться в равновесии, это напряжение связанное с силой реакции обычно распространяется от частицы к частице, создавая распределение напряжения по всему телу.
Типичная проблема при анализе напряжений — определить эти внутренние напряжения с учётом внешних сил, действующих на систему. Последние могут быть как объёмными силами (такими как гравитация или магнитное взаимодействие), которые действуют во всем объёме материала; :p.42–81 или сосредоточенные нагрузки (например, трение между осью и подшипником или давление колеса поезда на рельсе), которые, как предполагается, действуют в двухмерной области или вдоль линии или в одной точке.
При анализе напряжений обычно не учитывают физические причины сил или точную природу материалов. Вместо этого предполагается, что напряжения связаны с деформацией (и, в нестационарных задачах, со скоростью деформации) материала с помощью известных материальных соотношений.

### Методы
Анализ напряжений можно выполнить экспериментально, путём приложения нагрузок к фактической детали или для масштабированной модели и измерения результирующих напряжений с помощью любого из нескольких доступных методов. Этот подход часто используется для сертификации и мониторинга безопасности больших конструкций. Однако большая часть анализа напряжений выполняется математическими методами, особенно во время проектирования. Для основной задачи анализа напряжений следует составить уравнения движения Эйлера для сплошных тел (которые являются следствием законов Ньютона для сохранения количества движения и момента количества движения) и принципа напряжений Эйлера — Коши вместе с соответствующими материальными соотношениями. Таким образом, получается система уравнений в частных производных, включающая поле тензора напряжений и поле тензора деформации в качестве неизвестных функций, которые необходимо найти. Внешние объёмные силы появляются как независимый («правая часть») член в дифференциальных уравнениях, а сосредоточенные силы входят в уравнения как граничные условия. Таким образом, основная задача анализа напряжений — это краевая задача .
Расчёт напряжений для упругих конструкций основан на теории упругости и теории бесконечно малых деформаций. Когда приложенные нагрузки вызывают остаточную деформацию, необходимо использовать более сложные материальные соотношения, которые могут учитывать важные физические процессы (пластическое течение, разрушение, фазовый переход и т. д.).
Однако инженерные конструкции обычно проектируются таким образом, чтобы максимальные ожидаемые напряжения находились в пределах диапазона линейной упругости (обобщение закона Гука для сплошных сред); то есть деформации, вызванные внутренними напряжениями, должны быть связаны с ними линейно. В этом случае дифференциальные уравнения, определяющие тензор напряжений, являются линейными, и задача значительно упрощается. Во-первых, напряжение в любой точке также будет линейной функцией нагрузки. При достаточно малых напряжениях даже нелинейные системы обычно можно считать линейными.

Упрощённая модель фермы для анализа напряжений, предполагающая наличие одномерных элементов при равномерном осевом растяжении или сжатии.

Анализ напряжений упрощается, когда физические размеры и распределение нагрузок позволяют рассматривать конструкцию как одномерную или двумерную. Например, при расчёте ферм можно предположить, что поле напряжений является однородным и одноосным для каждого элемента. Тогда дифференциальные уравнения сводятся к конечной системе уравнений (обычно линейных) с конечным числом неизвестных. В других подходах можно свести трёхмерную задачу к двумерной и / или заменить общие тензоры напряжений и деформаций более простыми моделями используя симметрию задачи, такими как одноосное растяжение / сжатие, простой сдвиг и т. д.
Тем не менее, для двумерных или трёхмерных случаев необходимо решить систему уравнений в частных производных. Аналитические или замкнутые решения дифференциальных уравнений могут быть получены, когда геометрия, определяющая соотношения и граничные условия достаточно просты. В противном случае обычно приходится прибегать к численным методам, таким как метод конечных элементов, метод конечных разностей и метод граничных элементов.

## Теоретические основы
Механика сплошной среды имеет дело с деформируемыми телами, а не с абсолютно твёрдыми телами. В механике сплошной среды учитываются только напряжения, возникающие при приложении внешних сил и последующей деформации тела; другими словами, рассматриваются относительные изменения деформации, а не их абсолютные значения. Тело считается свободным от напряжений, если только силы представляют собой те межатомные силы (ионной, металлической или ван дер ваальсовой природы), необходимые для удержания тела вместе и сохранения своей формы в отсутствие всех внешних воздействий, в том числе гравитационного притяжения. Также исключаются напряжения, возникающие во время изготовления конкретной формы тела при механической обработке.
Следуя классической ньютоновской и эйлеровой динамике, движение материального тела вызывается действием приложенных извне сил, которые, как предполагается, бывают двух видов: поверхностные силы и объёмные силы.
Поверхностные силы или контактные силы могут действовать либо на ограничивающую поверхность тела в результате механического контакта с другими телами, либо на воображаемые внутренние поверхности, связывающие части тела, в результате механического взаимодействия между его частями по обе стороны от этой поверхности (принцип напряжений Эйлера — Коши). Когда внешние контактные силы действуют на тело, внутренние контактные силы передаются от точки к точке внутри тела, чтобы сбалансировать своё действие, согласно второму закону движения Ньютона о сохранении количества движения и момента импульса. Эти законы называются уравнениями движения Эйлера для сплошных сред. Внутренние контактные силы связаны с деформацией тела через определяющие уравнения. В этой статье даётся математическое описание внутренних контактных сил и их отношения к движению тела, независимо от его материального состава.
Напряжение можно рассматривать как меру интенсивности внутренних контактных сил, действующих между частицами тела через воображаемые внутренние поверхности. Другими словами, напряжение — это мера средняя сила, прилагаемая к единице площади поверхности, на которую действуют эти внутренние силы. Интенсивность контактных сил обратно пропорциональна площади контакта. Например, если сила, приложенная к небольшой площади, сравнивается с распределённой нагрузкой той же результирующей величины, приложенной к большей площади, обнаруживается, что эффекты или интенсивности этих двух сил локально различны, поскольку напряжения в среде не одинаковы.
Объёмные силы возникают благодаря источникам вне тела, которые действуют на его объём (или массу). Это означает, что внутренние силы проявляются только через контактные силы. Эти силы возникают из-за нахождения тела в различных силовых полях, (например, гравитационном поле). Поскольку предполагается, что масса сплошного тела непрерывно распределена, любая сила, источником которой служит масса, также непрерывно распределена. Таким образом, предполагается, что объёмные силы непрерывны по объёму тела.
Плотность внутренних сил в каждой точке деформируемого тела не обязательно является равномерной, то есть существует распределение напряжений. Это изменение внутренних сил регулируется законами сохранения линейного и углового моментов, которые обычно применяются к массивной частице, но распространяются в механике сплошной среды на тело с непрерывно распределённой массой. Если тело представить как совокупность дискретных частиц, каждая из которых подчиняется законам движения Ньютона, то уравнения Эйлера выводятся из законов Ньютона. Однако уравнения Эйлера можно рассматривать как аксиомы, описывающие законы движения протяжённых тел, независимо от структуры какой-либо частицы.

## Принцип напряжений Эйлера — Коши

Рисунок 2.1a Внутреннее распределение контактных сил и парных напряжений на дифференциальной площадке внутренней поверхности в объёме, в результате взаимодействия между двумя частями объёма, разделёнными секущей поверхностью

Рисунок 2.1b Внутреннее распределение контактных сил и парных напряжений на дифференциальной площадке внутренней поверхности в объёме, в результате взаимодействия между двумя частями объёма, разделёнными секущей поверхностью

Рисунок 2.1c Вектор напряжений на внутренней поверхности S с вектором нормали n. В зависимости от ориентации рассматриваемой плоскости вектор напряжения не обязательно перпендикулярен этой плоскости, то есть параллелен, и может быть разделён на две компоненты: одна компонента, нормальная к плоскости, называется нормальным напряжением, и другая компонента, параллельная этой плоскости, называется напряжением сдвига.

Принцип напряжений Эйлера — Коши утверждает, что «в каждом поперечном сечении, мысленно проведённом внутри тела, имеет место взаимодействие сил такого же характера, как и распределённых по поверхности нагрузок», и это взаимодействие представлено векторным полем T(n), называемым вектором напряжения, определённым на поверхности S и непрерывно зависящим от единичного вектора поверхности n.
Для объяснения этого принципа, рассмотрим воображаемую поверхность S, проходящую через внутреннюю точку тела P, разделяющую непрерывное тело на два сегмента, как показано на рис. 2.1a или 2.1b (можно использовать либо диаграмму плоскости отсечения, либо диаграмму с произвольным объёмом внутри среды, заключённого внутри поверхности S). На тело действуют внешние поверхностные силы F и объёмные силы b. Внутренние контактные силы, передаваемые от одного сегмента тела к другому через разделяющую их плоскость, из-за воздействия одной части среды на другую, создают распределение силы на небольшой площадке ΔS с нормальным единичным вектором n, показанном на секущей плоскости S. Распределение силы равно контактной силе ΔF и связанным с ней моментным напряжением ΔM, как показано на рисунках 2.1a и 2.1b. Принцип напряжений Коши утверждает, что, когда ΔS стремится к нулю, отношение ΔF/ΔS становится dF/dS, а вектор моментного напряжения ΔM обращается в нуль. В некоторых областях механики сплошных сред предполагается, что моментное напряжение не обращается в нуль; однако классические разделы механики сплошной среды обращаются к неполярным материалам, которые не принимают моментные напряжения во внимание. Результирующий вектор dF/dS определяется как вектор напряжения, задаваемый формулой T(n) = Ti(n) ei точке P, связанной с плоскостью с вектором нормали n:
{\displaystyle T_{i}^{(\mathbf {n} )}=\lim _{\Delta S\to 0}{\frac {\Delta F_{i}}{\Delta S}}={dF_{i} \over dS}.}
Это уравнение означает, что вектор напряжения зависит от его положения в теле и ориентации плоскости, на которую он действует.
В зависимости от ориентации рассматриваемой плоскости вектор напряжения не обязан быть перпендикулярным этой плоскости, то есть параллельным n, и его можно разложить на две составляющие (рисунок 2.1c):
- одна нормальная к плоскости компонента, называемая нормальным напряжением

{\displaystyle \mathbf {\sigma _{\mathrm {n} }} =\lim _{\Delta S\to 0}{\frac {\Delta F_{\mathrm {n} }}{\Delta S}}={\frac {dF_{\mathrm {n} }}{dS}},}
где dFn — нормальная составляющая силы dF к дифференциальной площадке dS
- а другая, параллельная этой плоскости, называется напряжением сдвига.

{\displaystyle \mathbf {\tau } =\lim _{\Delta S\to 0}{\frac {\Delta F_{\mathrm {s} }}{\Delta S}}={\frac {dF_{\mathrm {s} }}{dS}},}
где dFs — тангенциальная составляющая силы dF к дифференциалу площади dS. Напряжение сдвига можно дополнительно разложить на два взаимно перпендикулярные вектора.

### Постулат Коши
Согласно постулату Коши, вектор напряжения T(n) остаётся неизменным для всех поверхностей, проходящих через точку P и имеющих один и тот же вектор нормали n в точке P, то есть имеющих общую касательную в точке P. Это означает, что вектор напряжения является функцией только вектора нормали n и не зависит от кривизны внутренних поверхностей.

### Основная лемма Коши
Из постулата Коши следует фундаментальная лемма Коши, также известная как теорема взаимности Коши, которая гласит, что векторы напряжений, действующие на противоположных сторонах одной и той же поверхности, равны по величине и противоположны по направлению. Фундаментальная лемма Коши эквивалентна третьему закону действия и противодействия Ньютона и выражается как
{\displaystyle -\mathbf {T} ^{(\mathbf {n} )}=\mathbf {T} ^{(-\mathbf {n} )}.\,\!}

### Теорема Коши о напряжениях — тензор напряжений
Состояние напряжения в точке тела определяется всеми векторами напряжений T(n) связанными со всеми плоскостями (бесконечным числом), которые проходят через эту точку. Однако, согласно основной теореме Коши, также известной как теорема Коши о напряжениях, по известным векторам напряжений на трёх взаимно перпендикулярных плоскостях, можно найти вектор напряжения на любой другой плоскости, проходящей через эту точку с помощью уравнения преобразования координат.
Теорема Коши о напряжениях утверждает, что существует тензорное поле второго ранга σ(x, t), называемое тензором напряжений Коши, не зависящее от n, такое, что T линейно зависит от n:
{\displaystyle \mathbf {T} ^{(\mathbf {n} )}=\mathbf {n} \cdot {\boldsymbol {\sigma }}\quad {\text{or}}\quad T_{j}^{(n)}=\sigma _{ij}n_{i}.\,\!}
Это уравнение подразумевает, что вектор напряжения T(n) в любой точке P среды, связанной с плоскостью с нормальным единичным вектором n может быть выражен как функция векторов напряжений на плоскостях, перпендикулярных трём осям координат, то есть через компоненты σij тензора напряжений σ.
Чтобы доказать это выражение, рассмотрим тетраэдр с тремя гранями, ориентированными в координатных плоскостях и с бесконечно малой площадью dA ориентированной в произвольном направлении, заданном нормальным единичным вектором n (рисунок 2.2). Тетраэдр образован разрезанием бесконечно малого элемента вдоль произвольной плоскости с нормалью n. Вектор напряжений на этой плоскости обозначается как T(n). Векторы напряжений, действующие на грани тетраэдра, обозначаются как T(e1), T(e2) и T(e3) и по определению являются компонентами σij тензора напряжений σ. Этот тетраэдр иногда называют тетраэдром Коши. Равновесие сил, то есть первый закон движения Эйлера (второй закон движения Ньютона), даёт:
{\displaystyle \mathbf {T} ^{(\mathbf {n} )}\,dA-\mathbf {T} ^{(\mathbf {e} _{1})}\,dA_{1}-\mathbf {T} ^{(\mathbf {e} _{2})}\,dA_{2}-\mathbf {T} ^{(\mathbf {e} _{3})}\,dA_{3}=\rho \left({\frac {h}{3}}dA\right)\mathbf {a} ,\,\!}

Рисунок 2.2. Вектор напряжений, действующий на плоскость с нормальным единичным вектором n.
Примечание о знаках: тетраэдр образован разрезанием параллелепипеда вдоль произвольной плоскости с нормалью n. Сила, действующая на плоскость с нормалью n, это реакция другой части параллелепипеда и имеет противоположный знак.

где правая часть представляет собой произведение массы, заключённой в тетраэдр, на его ускорение: ρ плотность, a ускорение, h высота тетраэдра, если принять плоскость n за основание. Площадь граней тетраэдра, перпендикулярных осям, можно найти путём проецирования dA на каждую грань (с использованием скалярного произведения):
{\displaystyle dA_{1}=\left(\mathbf {n} \cdot \mathbf {e} _{1}\right)dA=n_{1}\;dA,\,\!}
{\displaystyle dA_{2}=\left(\mathbf {n} \cdot \mathbf {e} _{2}\right)dA=n_{2}\;dA,\,\!}
{\displaystyle dA_{3}=\left(\mathbf {n} \cdot \mathbf {e} _{3}\right)dA=n_{3}\;dA,\,\!}
и затем подставляем в уравнение, чтобы сократить dA:
{\displaystyle \mathbf {T} ^{(\mathbf {n} )}-\mathbf {T} ^{(\mathbf {e} _{1})}n_{1}-\mathbf {T} ^{(\mathbf {e} _{2})}n_{2}-\mathbf {T} ^{(\mathbf {e} _{3})}n_{3}=\rho \left({\frac {h}{3}}\right)\mathbf {a} .\,\!}
Чтобы рассмотреть предельный случай, когда тетраэдр сжимается до точки, h должна стремиться к 0 интуитивно понятно, что плоскость с нормалью n перемещается вдоль вектора n ы сторону O). В результате правая часть уравнения стремится к 0, поэтому
{\displaystyle \mathbf {T} ^{(\mathbf {n} )}=\mathbf {T} ^{(\mathbf {e} _{1})}n_{1}+\mathbf {T} ^{(\mathbf {e} _{2})}n_{2}+\mathbf {T} ^{(\mathbf {e} _{3})}n_{3}.\,\!}

Рисунок 2.3 Компоненты тензора напряжений в трёх измерениях

Рассмотрим элемент (рисунок 2.3) с плоскостями, перпендикулярными осям координат декартовой системы координат. Векторы напряжений, связанные с каждой из плоскостей этого элемента, то есть T(e1), T(e2), и T(e3) можно разложить на нормальную часть и две компоненты сдвига, то есть составляющие в направлении трёх осей координат. Для частного случая поверхности с нормальным единичным вектором, ориентированным в направлении оси x1 обозначим нормальное напряжение через σ11, а два касательных напряжения как σ12 и σ13 (второй индекс показывает параллельную ось координат):
{\displaystyle \mathbf {T} ^{(\mathbf {e} _{1})}=T_{1}^{(\mathbf {e} _{1})}\mathbf {e} _{1}+T_{2}^{(\mathbf {e} _{1})}\mathbf {e} _{2}+T_{3}^{(\mathbf {e} _{1})}\mathbf {e} _{3}=\sigma _{11}\mathbf {e} _{1}+\sigma _{12}\mathbf {e} _{2}+\sigma _{13}\mathbf {e} _{3},}
{\displaystyle \mathbf {T} ^{(\mathbf {e} _{2})}=T_{1}^{(\mathbf {e} _{2})}\mathbf {e} _{1}+T_{2}^{(\mathbf {e} _{2})}\mathbf {e} _{2}+T_{3}^{(\mathbf {e} _{2})}\mathbf {e} _{3}=\sigma _{21}\mathbf {e} _{1}+\sigma _{22}\mathbf {e} _{2}+\sigma _{23}\mathbf {e} _{3},}
{\displaystyle \mathbf {T} ^{(\mathbf {e} _{3})}=T_{1}^{(\mathbf {e} _{3})}\mathbf {e} _{1}+T_{2}^{(\mathbf {e} _{3})}\mathbf {e} _{2}+T_{3}^{(\mathbf {e} _{3})}\mathbf {e} _{3}=\sigma _{31}\mathbf {e} _{1}+\sigma _{32}\mathbf {e} _{2}+\sigma _{33}\mathbf {e} _{3}.}
С использованием индексной записи:
{\displaystyle \mathbf {T} ^{(\mathbf {e} _{i})}=T_{j}^{(\mathbf {e} _{i})}\mathbf {e} _{j}=\sigma _{ij}\mathbf {e} _{j}.}
Девять компонентσij векторов напряжений представляют собой компонентами тензора второго ранга в декартовой системе коорднинат, называемого тензором напряжений Коши, который полностью определяет напряжённое состояние в точке и задаётся матрицей
{\displaystyle {\boldsymbol {\sigma }}=\sigma _{ij}=\left[{\begin{matrix}\mathbf {T} ^{(\mathbf {e} _{1})}\\\mathbf {T} ^{(\mathbf {e} _{2})}\\\mathbf {T} ^{(\mathbf {e} _{3})}\\\end{matrix}}\right]=\left[{\begin{matrix}\sigma _{11}&\sigma _{12}&\sigma _{13}\\\sigma _{21}&\sigma _{22}&\sigma _{23}\\\sigma _{31}&\sigma _{32}&\sigma _{33}\\\end{matrix}}\right]\equiv \left[{\begin{matrix}\sigma _{xx}&\sigma _{xy}&\sigma _{xz}\\\sigma _{yx}&\sigma _{yy}&\sigma _{yz}\\\sigma _{zx}&\sigma _{zy}&\sigma _{zz}\\\end{matrix}}\right]\equiv \left[{\begin{matrix}\sigma _{x}&\tau _{xy}&\tau _{xz}\\\tau _{yx}&\sigma _{y}&\tau _{yz}\\\tau _{zx}&\tau _{zy}&\sigma _{z}\\\end{matrix}}\right],}
где σ11, σ22, и σ33 — нормальные напряжения, σ12, σ13, σ21, σ23, σ31, и σ32 — напряжения сдвига (касательные напряжения). Первый индекс i указывает, что напряжение действует в плоскости, перпендикулярной оси xi, а второй индекс j обозначает направление, в котором действует напряжение. Компонент вектора напряжения положителен, если он действует в положительном направлении осей координат и если плоскость, в которой он действует, имеет вектор внешней нормали, указывающий в положительном направлении координат.
Таким образом, используя компоненты тензора напряжений можно записать:
{\displaystyle {\begin{aligned}\mathbf {T} ^{(\mathbf {n} )}&=\mathbf {T} ^{(\mathbf {e} _{1})}n_{1}+\mathbf {T} ^{(\mathbf {e} _{2})}n_{2}+\mathbf {T} ^{(\mathbf {e} _{3})}n_{3}\\&=\sum _{i=1}^{3}\mathbf {T} ^{(\mathbf {e} _{i})}n_{i}=\left(\sigma _{ij}\mathbf {e} _{j}\right)n_{i}=\sigma _{ij}n_{i}\mathbf {e} _{j}\end{aligned}},}
или, что то же самое:
{\displaystyle T_{j}^{(\mathbf {n} )}=\sigma _{ij}n_{i}.}
Альтернативно в матричной форме:
{\displaystyle \left[{\begin{matrix}T_{1}^{(\mathbf {n} )}&T_{2}^{(\mathbf {n} )}&T_{3}^{(\mathbf {n} )}\end{matrix}}\right]=\left[{\begin{matrix}n_{1}&n_{2}&n_{3}\end{matrix}}\right]\cdot \left[{\begin{matrix}\sigma _{11}&\sigma _{12}&\sigma _{13}\\\sigma _{21}&\sigma _{22}&\sigma _{23}\\\sigma _{31}&\sigma _{32}&\sigma _{33}\\\end{matrix}}\right].}
Обозначения Фойгта для представление тензора напряжений Коши используются для удобства при наличии симметрии тензора напряжений, чтобы выразить напряжение в виде шестимерной векторной формы:
{\displaystyle {\boldsymbol {\sigma }}={\begin{bmatrix}\sigma _{1}&\sigma _{2}&\sigma _{3}&\sigma _{4}&\sigma _{5}&\sigma _{6}\end{bmatrix}}^{T}\equiv {\begin{bmatrix}\sigma _{11}&\sigma _{22}&\sigma _{33}&\sigma _{23}&\sigma _{31}&\sigma _{12}\end{bmatrix}}^{T}.\,\!}
Обозначения Фойгта широко используется для представления соотношений напряжения-деформации в механике твёрдого тела и для повышения эффективности вычислений в программном обеспечении для численного расчёта механики конструкций.

### Правило преобразования тензора напряжений
Можно показать, что тензор напряжений — это контравариантный тензор второго ранга. При переходе из xi системы координат в xi' систему координат, компоненты σij в исходной системе преобразуются в компоненты σij' в новой системе в соответствии с правилом преобразования тензора (рисунок 2.4):
{\displaystyle \sigma _{ij}^{'}=a_{im}a_{jn}\sigma _{mn}\quad {\text{or}}\quad {\boldsymbol {\sigma }}'=\mathbf {A} {\boldsymbol {\sigma }}\mathbf {A} ^{T},}
где A матрица вращения с компонентами aij. В матричной форме это записывается в виде
{\displaystyle \left[{\begin{matrix}\sigma _{11}^{'}&\sigma _{12}^{'}&\sigma _{13}^{'}\\\sigma _{21}^{'}&\sigma _{22}^{'}&\sigma _{23}^{'}\\\sigma _{31}^{'}&\sigma _{32}^{'}&\sigma _{33}^{'}\\\end{matrix}}\right]=\left[{\begin{matrix}a_{11}&a_{12}&a_{13}\\a_{21}&a_{22}&a_{23}\\a_{31}&a_{32}&a_{33}\\\end{matrix}}\right]\left[{\begin{matrix}\sigma _{11}&\sigma _{12}&\sigma _{13}\\\sigma _{21}&\sigma _{22}&\sigma _{23}\\\sigma _{31}&\sigma _{32}&\sigma _{33}\\\end{matrix}}\right]\left[{\begin{matrix}a_{11}&a_{21}&a_{31}\\a_{12}&a_{22}&a_{32}\\a_{13}&a_{23}&a_{33}\\\end{matrix}}\right].}

Рисунок 2.4 Преобразование тензора напряжений

Расширение матричной операции и упрощение членов с использованием симметрии тензора напряжений даёт:
{\displaystyle \sigma _{11}'=a_{11}^{2}\sigma _{11}+a_{12}^{2}\sigma _{22}+a_{13}^{2}\sigma _{33}+2a_{11}a_{12}\sigma _{12}+2a_{11}a_{13}\sigma _{13}+2a_{12}a_{13}\sigma _{23},}
{\displaystyle \sigma _{22}'=a_{21}^{2}\sigma _{11}+a_{22}^{2}\sigma _{22}+a_{23}^{2}\sigma _{33}+2a_{21}a_{22}\sigma _{12}+2a_{21}a_{23}\sigma _{13}+2a_{22}a_{23}\sigma _{23},}
{\displaystyle \sigma _{33}'=a_{31}^{2}\sigma _{11}+a_{32}^{2}\sigma _{22}+a_{33}^{2}\sigma _{33}+2a_{31}a_{32}\sigma _{12}+2a_{31}a_{33}\sigma _{13}+2a_{32}a_{33}\sigma _{23},}
{\displaystyle {\begin{aligned}\sigma _{12}'=&a_{11}a_{21}\sigma _{11}+a_{12}a_{22}\sigma _{22}+a_{13}a_{23}\sigma _{33}\\&+(a_{11}a_{22}+a_{12}a_{21})\sigma _{12}+(a_{12}a_{23}+a_{13}a_{22})\sigma _{23}+(a_{11}a_{23}+a_{13}a_{21})\sigma _{13},\end{aligned}}}
{\displaystyle {\begin{aligned}\sigma _{23}'=&a_{21}a_{31}\sigma _{11}+a_{22}a_{32}\sigma _{22}+a_{23}a_{33}\sigma _{33}\\&+(a_{21}a_{32}+a_{22}a_{31})\sigma _{12}+(a_{22}a_{33}+a_{23}a_{32})\sigma _{23}+(a_{21}a_{33}+a_{23}a_{31})\sigma _{13},\end{aligned}}}
{\displaystyle {\begin{aligned}\sigma _{13}'=&a_{11}a_{31}\sigma _{11}+a_{12}a_{32}\sigma _{22}+a_{13}a_{33}\sigma _{33}\\&+(a_{11}a_{32}+a_{12}a_{31})\sigma _{12}+(a_{12}a_{33}+a_{13}a_{32})\sigma _{23}+(a_{11}a_{33}+a_{13}a_{31})\sigma _{13}.\end{aligned}}}
Круг Мора для напряжений представляет собой графическое представление этого преобразования.

### Нормальные и касательные напряжения
Величина компоненты нормального напряжения σn любого вектора напряжений T(n) действующей на произвольную плоскость с нормальным единичным вектором n в данной точке, выраженная с использованием компонент σij тензора напряжений σ, — это скалярное произведение вектора напряжения и нормального единичный вектора:
{\displaystyle \sigma _{\mathrm {n} }=\mathbf {T} ^{(\mathbf {n} )}\cdot \mathbf {n} =T_{i}^{(\mathbf {n} )}n_{i}=\sigma _{ij}n_{i}n_{j}.}
Величину компоненты напряжения сдвигаτn, действующей в плоскости, натянутой на два вектора T(n) и n, можно найти с помощью теоремы Пифагора:
{\displaystyle {\begin{aligned}\tau _{\mathrm {n} }&={\sqrt {\left(T^{(\mathbf {n} )}\right)^{2}-\sigma _{\mathrm {n} }^{2}}}\\&={\sqrt {T_{i}^{(\mathbf {n} )}T_{i}^{(\mathbf {n} )}-\sigma _{\mathrm {n} }^{2}}},\end{aligned}}}
где {\displaystyle \left(T^{(\mathbf {n} )}\right)^{2}=T_{i}^{(\mathbf {n} )}T_{i}^{(\mathbf {n} )}=\left(\sigma _{ij}n_{j}\right)\left(\sigma _{ik}n_{k}\right)=\sigma _{ij}\sigma _{ik}n_{j}n_{k}.}

## Уравнения равновесия и симметрия тензора напряжений

Рис. 4. Тело в равновесии.

Когда тело находится в равновесии, компоненты тензора напряжений в каждой точке тела удовлетворяют уравнениям равновесия:
{\displaystyle \sigma _{ji,j}+F_{i}=0\,\!}
Например, для гидростатической жидкости в условиях равновесия тензор напряжений принимает вид:
{\displaystyle {\sigma _{ij}}=-p{\delta _{ij}},\ }
где {\displaystyle p} — гидростатическое давление, а {\displaystyle {\delta _{ij}}\ } обозначает символ Кронекера.
| Вывод уравнений равновесия |
| --- |
| Рассмотрим сплошное тело (см. Рисунок 4), занимающее объём {\displaystyle V\,\!}, ограниченное поверхностью с площадью {\displaystyle S\,\!}, с заданными нагрузками или поверхностными силами {\displaystyle T_{i}^{(n)}\,\!} на единицу площади, действующие на каждую точку поверхности тела, и объёмные силы {\displaystyle F_{i}\,\!} на единицу объёма в каждой точке объёма {\displaystyle V\,\!}. Таким образом, если тело находится в равновесии, то результирующая сила, действующая на объём, равна нулю: {\displaystyle \int _{S}T_{i}^{(n)}dS+\int _{V}F_{i}dV=0\,\!} По определению вектор напряжений равен {\displaystyle T_{i}^{(n)}=\sigma _{ji}n_{j}\,\!}, тогда {\displaystyle \int _{S}\sigma _{ji}n_{j}\,dS+\int _{V}F_{i}\,dV=0\,\!} Использование формулу Гаусса для преобразования поверхностного интеграла в объёмный интеграл даёт {\displaystyle \int _{V}\sigma _{ji,j}\,dV+\int _{V}F_{i}\,dV=0\,\!} {\displaystyle \int _{V}(\sigma _{ji,j}+F_{i}\,)dV=0\,\!} Для произвольного объёма интеграл обращается в нуль, и мы получим уравнения равновесия {\displaystyle \sigma _{ji,j}+F_{i}=0\,\!} |
В то же время для равновесия требуется, чтобы сумма моментов относительно произвольной точки была равна нулю, что приводит к выводу, что тензор напряжений должен быть симметричным, то есть
{\displaystyle \sigma _{ij}=\sigma _{ji}\,\!}
| Вывод симметрии тензора напряжений |
| --- |
| Суммируя моменты относительно точки O (рисунок 4), результирующий момент равен нулю, поскольку тело находится в равновесии. Таким образом, {\displaystyle {\begin{aligned}M_{O}&=\int _{S}(\mathbf {r} \times \mathbf {T} )dS+\int _{V}(\mathbf {r} \times \mathbf {F} )dV=0\\0&=\int _{S}\varepsilon _{ijk}x_{j}T_{k}^{(n)}dS+\int _{V}\varepsilon _{ijk}x_{j}F_{k}dV\\\end{aligned}}\,\!} где {\displaystyle \mathbf {r} \,\!} — радиус-вектор, который выражается как {\displaystyle \mathbf {r} =x_{j}\mathbf {e} _{j}\,\!} Зная, что {\displaystyle T_{k}^{(n)}=\sigma _{mk}n_{m}\,\!} и используя теорему Гаусса, чтобы перейти от поверхностного интеграла к объёмному интегралу, получим: {\displaystyle {\begin{aligned}0&=\int _{S}\varepsilon _{ijk}x_{j}\sigma _{mk}n_{m}\,dS+\int _{V}\varepsilon _{ijk}x_{j}F_{k}\,dV\\&=\int _{V}(\varepsilon _{ijk}x_{j}\sigma _{mk})_{,m}dV+\int _{V}\varepsilon _{ijk}x_{j}F_{k}\,dV\\&=\int _{V}(\varepsilon _{ijk}x_{j,m}\sigma _{mk}+\varepsilon _{ijk}x_{j}\sigma _{mk,m})dV+\int _{V}\varepsilon _{ijk}x_{j}F_{k}\,dV\\&=\int _{V}(\varepsilon _{ijk}x_{j,m}\sigma _{mk})dV+\int _{V}\varepsilon _{ijk}x_{j}(\sigma _{mk,m}+F_{k})dV\\\end{aligned}}\,\!} Второй интеграл равен нулю, так как он содержит уравнения равновесия. Остаётся первый интеграл, где {\displaystyle x_{j,m}=\delta _{jm}\,\!}, следовательно: {\displaystyle \int _{V}(\varepsilon _{ijk}\sigma _{jk})dV=0\,\!} Тогда для произвольного объёма V получим соотношения {\displaystyle \varepsilon _{ijk}\sigma _{jk}=0\,\!} которые удовлетворяются в каждой точке тела. Раскрывая эти уравнения, получим: {\displaystyle \sigma _{12}=\sigma _{21}\,\!}, {\displaystyle \sigma _{23}=\sigma _{32}\,\!}, и {\displaystyle \sigma _{13}=\sigma _{31}\,\!} или в общем случае: {\displaystyle \sigma _{ij}=\sigma _{ji}\,\!} Это доказывает, что тензор напряжений симметричен. |
Однако в моментных теориях, то есть при наличии моментов на единицу объёма, тензор напряжений несимметричен. Это также верно, когда число Кнудсена близко к единице {\displaystyle K_{n}\rightarrow 1\,\!}, или для сред, как например неньютоновская жидкость, что может приводить к появлению вращательно неинвариантной жидкости, такой как полимер.

## Главные напряжения и инварианты напряжений
В каждой точке напряжённого тела есть как минимум три плоскости, называемые главными плоскостями, с векторами нормалей {\displaystyle \mathbf {n} \,\!}, называемые главными направлениями, где соответствующий вектор напряжения перпендикулярен плоскости, то есть параллелен или в том же направлении, что и вектор нормали {\displaystyle \mathbf {n} \,\!} и где нет нормальных касательных напряжений {\displaystyle \tau _{\mathrm {n} }\,\!}. Три напряжения, нормальные к этим основным плоскостям, называются главными напряжениями.
Компоненты {\displaystyle \sigma _{ij}\,\!} тензора напряжений зависят от ориентации системы координат в рассматриваемой точке. Однако тензор напряжений сам по себе является физической величиной и, как таковой, не зависит от системы координат, выбранной для его представления. С каждым тензором связаны определённые инварианты, которые также не зависят от выбранной системы координат. Например, вектор — это простой тензор первого ранга. В трёх измерениях он состоит из трёх компонент. Значение этих компонент будет зависеть от системы координат, выбранной для представления вектора, но величина вектора является физической величиной (скаляром) и не зависит от декартовой системы координат. Точно так же каждый тензор второго ранга (например, тензоры напряжений и деформаций) имеет три независимых инвариантных величины, связанных с ним. Один набор таких инвариантов — это главные напряжения тензора напряжений, которые являются собственными значениями матрицы тензора напряжений. Их векторы направления являются главными направлениями или собственными векторами.
Вектор напряжения, параллельный единичному вектору нормали {\displaystyle \mathbf {n} \,\!}:
{\displaystyle \mathbf {T} ^{(\mathbf {n} )}=\lambda \mathbf {n} =\mathbf {\sigma } _{\mathrm {n} }\mathbf {n} \,\!}
где {\displaystyle \lambda \,\!} — константа пропорциональности, которая в этом частном случае соответствует величинам {\displaystyle \sigma _{\mathrm {n} }\,\!} векторов нормальных напряжений или главных напряжений.
Учитывая, что {\displaystyle T_{i}^{(n)}=\sigma _{ij}n_{j}\,\!} и {\displaystyle n_{i}=\delta _{ij}n_{j}\,\!}, можем записать:
{\displaystyle {\begin{aligned}T_{i}^{(n)}&=\lambda n_{i}\\\sigma _{ij}n_{j}&=\lambda n_{i}\\\sigma _{ij}n_{j}-\lambda n_{i}&=0\\\left(\sigma _{ij}-\lambda \delta _{ij}\right)n_{j}&=0\\\end{aligned}}\,\!}
Это однородная система, то есть система трёх линейных уравнений с неизвестные {\displaystyle n_{j}\,\!}, равных нулю. Чтобы получить нетривиальное (ненулевое) решение для {\displaystyle n_{j}\,\!} детерминант составленный из коэффициентов матрицы должен быть равен нулю, то есть система должна быть сингулярна. Таким образом:
{\displaystyle \left|\sigma _{ij}-\lambda \delta _{ij}\right|={\begin{vmatrix}\sigma _{11}-\lambda &\sigma _{12}&\sigma _{13}\\\sigma _{21}&\sigma _{22}-\lambda &\sigma _{23}\\\sigma _{31}&\sigma _{32}&\sigma _{33}-\lambda \\\end{vmatrix}}=0\,\!}
Запись определителя приводит к характеристическому уравнению:
{\displaystyle \left|\sigma _{ij}-\lambda \delta _{ij}\right|=-\lambda ^{3}+I_{1}\lambda ^{2}-I_{2}\lambda +I_{3}=0\,\!}
где
{\displaystyle {\begin{aligned}I_{1}&=\sigma _{11}+\sigma _{22}+\sigma _{33}\\&=\sigma _{kk}\\I_{2}&={\begin{vmatrix}\sigma _{22}&\sigma _{23}\\\sigma _{32}&\sigma _{33}\\\end{vmatrix}}+{\begin{vmatrix}\sigma _{11}&\sigma _{13}\\\sigma _{31}&\sigma _{33}\\\end{vmatrix}}+{\begin{vmatrix}\sigma _{11}&\sigma _{12}\\\sigma _{21}&\sigma _{22}\\\end{vmatrix}}\\&=\sigma _{11}\sigma _{22}+\sigma _{22}\sigma _{33}+\sigma _{11}\sigma _{33}-\sigma _{12}^{2}-\sigma _{23}^{2}-\sigma _{31}^{2}\\&={\frac {1}{2}}\left(\sigma _{ii}\sigma _{jj}-\sigma _{ij}\sigma _{ji}\right)\\I_{3}&=\det(\sigma _{ij})\\&=\sigma _{11}\sigma _{22}\sigma _{33}+2\sigma _{12}\sigma _{23}\sigma _{31}-\sigma _{12}^{2}\sigma _{33}-\sigma _{23}^{2}\sigma _{11}-\sigma _{31}^{2}\sigma _{22}\\\end{aligned}}\,\!}
Характеристическое уравнение имеет три действительных корня {\displaystyle \lambda _{i}\,\!}, из-за симметрии тензора напряжений. {\displaystyle \sigma _{1}=max\left(\lambda _{1},\lambda _{2},\lambda _{3}\right)\,\!}, {\displaystyle \sigma _{3}=min\left(\lambda _{1},\lambda _{2},\lambda _{3}\right)\,\!} и {\displaystyle \sigma _{2}=I_{1}-\sigma _{1}-\sigma _{3}\,\!} — главные напряжения зависящие от собственных значений {\displaystyle \lambda _{i}\,\!}. Главные напряжения уникальны для данного тензора напряжений. Следовательно, из характеристического уравнения коэффициенты {\displaystyle I_{1}\,\!}, {\displaystyle I_{2}\,\!} и {\displaystyle I_{3}\,\!}, называемые первым, вторым и третьим инвариантами тензора напряжений, соответственно, всегда имеют одинаковое значение независимо от ориентации системы координат.
Для каждого собственного значения существует нетривиальное решение {\displaystyle n_{j}\,\!} системы уравнений {\displaystyle \left(\sigma _{ij}-\lambda \delta _{ij}\right)n_{j}=0\,\!}. Эти решения имеют смысл главных направлений или собственных векторов, определяющих плоскость, в которой действуют основные напряжения. Главные напряжения и главные направления характеризуют напряжение в точке и не зависят от ориентации.
В системе координат с осями, ориентированными вдоль главных направлений, что означает, что нормальные напряжения являются главными напряжениями, тензор напряжений представляется диагональной матрицей вида:
{\displaystyle \sigma _{ij}={\begin{bmatrix}\sigma _{1}&0&0\\0&\sigma _{2}&0\\0&0&\sigma _{3}\end{bmatrix}}\,\!}
Инварианты тензора напряжений {\displaystyle I_{1}\,\!}, {\displaystyle I_{2}\,\!}, и {\displaystyle I_{3}\,\!} можно выразить через главные напряжения. В частности первый и третий инварианты — это след и определитель матрицы тензора напряжений:
{\displaystyle {\begin{aligned}I_{1}&=\sigma _{1}+\sigma _{2}+\sigma _{3}\\I_{2}&=\sigma _{1}\sigma _{2}+\sigma _{2}\sigma _{3}+\sigma _{3}\sigma _{1}\\I_{3}&=\sigma _{1}\sigma _{2}\sigma _{3}\\\end{aligned}}\,\!}
Из-за своей простоты система координат связанная с главными напряжениями часто бывает полезной при рассмотрении состояния упругой среды в определённой точке. Главные напряжения часто используют в следующем уравнении для оценки напряжений в направлениях x и y или осевых и изгибающих напряжений в детали. Тогда главные нормальные напряжения используют для расчёта напряжений по Мизесу и, в конечном итоге, коэффициента безопасности и запаса прочности.
{\displaystyle \sigma _{1},\sigma _{2}={\frac {\sigma _{x}+\sigma _{y}}{2}}\pm {\sqrt {\left({\frac {\sigma _{x}-\sigma _{y}}{2}}\right)^{2}+\tau _{xy}^{2}}}\,\!}
Используя только части выражения под квадратным корнем можно получить максимальное (для плюса) и минимальное (для минуса) напряжение сдвига. Это записывается как:
{\displaystyle \tau _{max},\tau _{min}=\pm {\sqrt {\left({\frac {\sigma _{x}-\sigma _{y}}{2}}\right)^{2}+\tau _{xy}^{2}}}\,\!}

## Максимальные и минимальные касательные напряжения
Максимальное напряжение сдвига или максимальное главное напряжение сдвига равно половине разницы между наибольшим и наименьшим главными напряжениями и действует в плоскости, которая делит пополам угол между направлениями наибольшего и наименьшего из главных напряжений, то есть максимальное напряжение сдвига ориентировано под углом в {\displaystyle 45^{\circ }} от плоскостей главных напряжений. Максимальное напряжение сдвига выражается как
{\displaystyle \tau _{\mathrm {max} }={\frac {1}{2}}\left|\sigma _{\mathrm {max} }-\sigma _{\mathrm {min} }\right|\,\!}
Предполагая {\displaystyle \sigma _{1}\geq \sigma _{2}\geq \sigma _{3}\,\!} тогда:
{\displaystyle \tau _{\mathrm {max} }={\frac {1}{2}}\left|\sigma _{1}-\sigma _{3}\right|\,\!}
Нормальная составляющая напряжения, действующая на плоскость максимального напряжения сдвига, не равна нулю и равна
{\displaystyle \sigma _{\mathrm {n} }={\frac {1}{2}}\left(\sigma _{1}+\sigma _{3}\right)\,\!}
| Определение максимального и минимального касательного напряжения[5][8][18][19][20][21][22] |
| --- |
| Нормальное напряжение можно записать в терминах главных напряжений {\displaystyle (\sigma _{1}\geq \sigma _{2}\geq \sigma _{3})\,\!} в виде {\displaystyle {\begin{aligned}\sigma _{\mathrm {n} }&=\sigma _{ij}n_{i}n_{j}\\&=\sigma _{1}n_{1}^{2}+\sigma _{2}n_{2}^{2}+\sigma _{3}n_{3}^{2}\\\end{aligned}}\,\!} Используя {\displaystyle \left(T^{(n)}\right)^{2}=\sigma _{ij}\sigma _{ik}n_{j}n_{k}}, напряжение сдвига в единицах главных напряжений выражается как {\displaystyle {\begin{aligned}\tau _{\mathrm {n} }^{2}&=\left(T^{(n)}\right)^{2}-\sigma _{\mathrm {n} }^{2}\\&=\sigma _{1}^{2}n_{1}^{2}+\sigma _{2}^{2}n_{2}^{2}+\sigma _{3}^{2}n_{3}^{2}-\left(\sigma _{1}n_{1}^{2}+\sigma _{2}n_{2}^{2}+\sigma _{3}n_{3}^{2}\right)^{2}\\&=(\sigma _{1}^{2}-\sigma _{2}^{2})n_{1}^{2}+(\sigma _{2}^{2}-\sigma _{3}^{2})n_{2}^{2}+\sigma _{3}^{2}-\left[\left(\sigma _{1}-\sigma _{3}\right)n_{1}^{2}+\left(\sigma _{2}-\sigma _{2}\right)n_{2}^{2}+\sigma _{3}\right]^{2}\\&=(\sigma _{1}-\sigma _{2})^{2}n_{1}^{2}n_{2}^{2}+(\sigma _{2}-\sigma _{3})^{2}n_{2}^{2}n_{3}^{2}+(\sigma _{1}-\sigma _{3})^{2}n_{1}^{2}n_{3}^{2}\\\end{aligned}}\,\!} Максимальное напряжение сдвига в точке сплошного тела определяется путём нахождения максимума {\displaystyle \tau _{\mathrm {n} }^{2}\,\!} при условии: {\displaystyle n_{i}n_{i}=n_{1}^{2}+n_{2}^{2}+n_{3}^{2}=1\,\!} Эту экстремальную задачу с ограничением можно решить с помощью метода множителей Лагранжа, чтобы свести её к задаче неограниченной оптимизации. Таким образом, стационарные значения (максимальное и минимальное значения) {\displaystyle \tau _{\mathrm {n} }^{2}\,\!} наблюдаются в точках, где градиент {\displaystyle \tau _{\mathrm {n} }^{2}\,\!} параллелен градиенту {\displaystyle F\,\!}. Функцию Лагранжа для этой задачи можно записать как: {\displaystyle {\begin{aligned}F\left(n_{1},n_{2},n_{3},\lambda \right)&=\tau ^{2}+\lambda \left(g\left(n_{1},n_{2},n_{3}\right)-1\right)\\&=\sigma _{1}^{2}n_{1}^{2}+\sigma _{2}^{2}n_{2}^{2}+\sigma _{3}^{2}n_{3}^{2}-\left(\sigma _{1}n_{1}^{2}+\sigma _{2}n_{2}^{2}+\sigma _{3}n_{3}^{2}\right)^{2}+\lambda \left(n_{1}^{2}+n_{2}^{2}+n_{3}^{2}-1\right)\\\end{aligned}}\,\!} где {\displaystyle \lambda \,\!} — множитель Лагранжа. Экстремальные значения этих функций равны {\displaystyle {\frac {\partial F}{\partial n_{1}}}=0\qquad {\frac {\partial F}{\partial n_{2}}}=0\qquad {\frac {\partial F}{\partial n_{3}}}=0\,\!} откуда: {\displaystyle {\frac {\partial F}{\partial n_{1}}}=n_{1}\sigma _{1}^{2}-2n_{1}\sigma _{1}\left(\sigma _{1}n_{1}^{2}+\sigma _{2}n_{2}^{2}+\sigma _{3}n_{3}^{2}\right)+\lambda n_{1}=0\,\!} {\displaystyle {\frac {\partial F}{\partial n_{2}}}=n_{2}\sigma _{2}^{2}-2n_{2}\sigma _{2}\left(\sigma _{1}n_{1}^{2}+\sigma _{2}n_{2}^{2}+\sigma _{3}n_{3}^{2}\right)+\lambda n_{2}=0\,\!} {\displaystyle {\frac {\partial F}{\partial n_{3}}}=n_{3}\sigma _{3}^{2}-2n_{3}\sigma _{3}\left(\sigma _{1}n_{1}^{2}+\sigma _{2}n_{2}^{2}+\sigma _{3}n_{3}^{2}\right)+\lambda n_{3}=0\,\!} Эти три уравнения вместе с условием {\displaystyle n_{i}n_{i}=1\,\!} необходимо решить для {\displaystyle \lambda ,n_{1},n_{2},\,\!} и {\displaystyle n_{3}\,\!} Умножив каждое из трёх уравнения на {\displaystyle n_{1},\,n_{2},\,\!} и {\displaystyle n_{3}\,\!}, соответственно, и используя {\displaystyle \sigma _{\mathrm {n} }=\sigma _{ij}n_{i}n_{j}=\sigma _{1}n_{1}^{2}+\sigma _{2}n_{2}^{2}+\sigma _{3}n_{3}^{2}\,\!}, получим {\displaystyle n_{1}^{2}\sigma _{1}^{2}-2\sigma _{1}n_{1}^{2}\sigma _{\mathrm {n} }+n_{1}^{2}\lambda =0\,\!} {\displaystyle n_{2}^{2}\sigma _{2}^{2}-2\sigma _{2}n_{2}^{2}\sigma _{\mathrm {n} }+n_{2}^{2}\lambda =0\,\!} {\displaystyle n_{3}^{2}\sigma _{3}^{2}-2\sigma _{1}n_{3}^{2}\sigma _{\mathrm {n} }+n_{3}^{2}\lambda =0\,\!} Складывая эти три уравнения, получаем {\displaystyle {\begin{aligned}\left[n_{1}^{2}\sigma _{1}^{2}+n_{2}^{2}\sigma _{2}^{2}+n_{3}^{2}\sigma _{3}^{2}\right]-2\left(\sigma _{1}n_{1}^{2}+\sigma _{2}n_{2}^{2}+\sigma _{3}n_{3}^{2}\right)\sigma _{\mathrm {n} }+\lambda \left(n_{1}^{2}+n_{2}^{2}+n_{3}^{2}\right)&=0\\\left[\tau _{\mathrm {n} }^{2}+\left(\sigma _{1}n_{1}^{2}+\sigma _{2}n_{2}^{2}+\sigma _{3}n_{3}^{2}\right)^{2}\right]-2\sigma _{\mathrm {n} }^{2}+\lambda &=0\\\left[\tau _{\mathrm {n} }^{2}+\sigma _{\mathrm {n} }^{2}\right]-2\sigma _{\mathrm {n} }^{2}+\lambda &=0\\\lambda &=\sigma _{\mathrm {n} }^{2}-\tau _{\mathrm {n} }^{2}\\\end{aligned}}\,\!} Этот результат теперь можно подставить в первое из трёх уравнений, чтобы получить {\displaystyle {\begin{aligned}{\frac {\partial F}{\partial n_{1}}}=n_{1}\sigma _{1}^{2}-2n_{1}\sigma _{1}\left(\sigma _{1}n_{1}^{2}+\sigma _{2}n_{2}^{2}+\sigma _{3}n_{3}^{2}\right)+\left(\sigma _{\mathrm {n} }^{2}-\tau _{\mathrm {n} }^{2}\right)n_{1}&=0\\n_{1}\sigma _{1}^{2}-2n_{1}\sigma _{1}\sigma _{\mathrm {n} }+\left(\sigma _{\mathrm {n} }^{2}-\tau _{\mathrm {n} }^{2}\right)n_{1}&=0\\\left(\sigma _{1}^{2}-2\sigma _{1}\sigma _{\mathrm {n} }+\sigma _{\mathrm {n} }^{2}-\tau _{\mathrm {n} }^{2}\right)n_{1}&=0\\\end{aligned}}\,\!} Проделав то же самое с двумя другими уравнениями, получим {\displaystyle {\frac {\partial F}{\partial n_{2}}}=\left(\sigma _{2}^{2}-2\sigma _{2}\sigma _{\mathrm {n} }+\sigma _{\mathrm {n} }^{2}-\tau _{\mathrm {n} }^{2}\right)n_{2}=0\,\!} {\displaystyle {\frac {\partial F}{\partial n_{3}}}=\left(\sigma _{3}^{2}-2\sigma _{3}\sigma _{\mathrm {n} }+\sigma _{\mathrm {n} }^{2}-\tau _{\mathrm {n} }^{2}\right)n_{3}=0\,\!} Первый подход к решению последних трёх уравнений состоит в рассмотрении тривиального решения {\displaystyle n_{i}=0\,\!}. Но это решение не удовлетворяет ограничению {\displaystyle n_{i}n_{i}=1\,\!}. Рассматривая решение, где {\displaystyle n_{1}=n_{2}=0\,\!} и {\displaystyle n_{3}\neq 0\,\!}, которое определяется из условия {\displaystyle n_{i}n_{i}=1\,\!} получим {\displaystyle n_{3}=\pm 1\,\!}. Тогда из исходного уравнения для {\displaystyle \tau _{\mathrm {n} }^{2}\,\!} видно, что {\displaystyle \tau _{\mathrm {n} }=0\,\!}. Два других возможных значения для {\displaystyle \tau _{\mathrm {n} }\,\!} можно получить аналогично полагая {\displaystyle n_{1}=n_{3}=0\,\!} и {\displaystyle n_{2}\neq 0\,\!} {\displaystyle n_{2}=n_{3}=0\,\!} и {\displaystyle n_{1}\neq 0\,\!} Таким образом, один набор решений для этих четырёх уравнений: {\displaystyle {\begin{aligned}n_{1}&=0,\,\,n_{2}&=0,\,\,n_{3}&=\pm 1,\,\,\tau _{\mathrm {n} }&=0\\n_{1}&=0,\,\,n_{2}&=\pm 1,\,\,n_{3}&=0,\,\,\tau _{\mathrm {n} }&=0\\n_{1}&=\pm 1,\,\,n_{2}&=0,\,\,n_{3}&=0,\,\,\tau _{\mathrm {n} }&=0\\\end{aligned}}\,\!} Они соответствуют минимальным значениям для {\displaystyle \tau _{\mathrm {n} }\,\!} и доказывают отсутствие касательных напряжений в плоскостях, перпендикулярных направлениям главных напряжений, как показано ранее. Второй набор решений получается, если предположить {\displaystyle n_{1}=0,\,n_{2}\neq 0\,\!} и {\displaystyle n_{3}\neq 0\,\!}. Таким образом {\displaystyle {\frac {\partial F}{\partial n_{2}}}=\sigma _{2}^{2}-2\sigma _{2}\sigma _{\mathrm {n} }+\sigma _{\mathrm {n} }^{2}-\tau _{\mathrm {n} }^{2}=0\,\!} {\displaystyle {\frac {\partial F}{\partial n_{3}}}=\sigma _{3}^{2}-2\sigma _{3}\sigma _{\mathrm {n} }+\sigma _{\mathrm {n} }^{2}-\tau _{\mathrm {n} }^{2}=0\,\!} Чтобы найти значения для {\displaystyle n_{2}\,\!} и {\displaystyle n_{3}\,\!} сложим эти уравнения {\displaystyle {\begin{aligned}\sigma _{2}^{2}-\sigma _{3}^{2}-2\sigma _{2}\sigma _{n}+2\sigma _{2}\sigma _{n}&=0\\\sigma _{2}^{2}-\sigma _{3}^{2}-2\sigma _{n}\left(\sigma _{2}-\sigma _{3}\right)&=0\\\sigma _{2}+\sigma _{3}&=2\sigma _{n}\\\end{aligned}}\,\!} Используя {\displaystyle n_{1}=0\,\!} {\displaystyle \sigma _{\mathrm {n} }=\sigma _{1}n_{1}^{2}+\sigma _{2}n_{2}^{2}+\sigma _{3}n_{3}^{2}=\sigma _{2}n_{2}^{2}+\sigma _{3}n_{3}^{2}\,\!} и {\displaystyle n_{1}^{2}+n_{2}^{2}+n_{3}^{2}=n_{2}^{2}+n_{3}^{2}=1\,\!} получим {\displaystyle {\begin{aligned}\sigma _{2}+\sigma _{3}&=2\sigma _{n}\\\sigma _{2}+\sigma _{3}&=2\left(\sigma _{2}n_{2}^{2}+\sigma _{3}n_{3}^{2}\right)\\\sigma _{2}+\sigma _{3}&=2\left(\sigma _{2}n_{2}^{2}+\sigma _{3}\left(1-n_{2}^{2}\right)\right)&=0\\\end{aligned}}\,\!} которое решаем относительно {\displaystyle n_{2}\,\!}. В итоге {\displaystyle n_{2}=\pm {\frac {1}{\sqrt {2}}}\,\!} Аналогично для {\displaystyle n_{3}\,\!} приходим к {\displaystyle n_{3}={\sqrt {1-n_{2}^{2}}}=\pm {\frac {1}{\sqrt {2}}}\,\!} и {\displaystyle {\begin{aligned}\tau _{\mathrm {n} }^{2}&=(\sigma _{2}-\sigma _{3})^{2}n_{2}^{2}n_{3}^{2}\\\tau _{\mathrm {n} }&={\frac {\sigma _{2}-\sigma _{3}}{2}}\end{aligned}}\,\!} Два других возможных значения для {\displaystyle \tau _{\mathrm {n} }\,\!} получают аналогично из {\displaystyle n_{2}=0,\,n_{1}\neq 0\,\!} и {\displaystyle n_{3}\neq 0\,\!} {\displaystyle n_{3}=0,\,n_{1}\neq 0\,\!} и {\displaystyle n_{2}\neq 0\,\!} Поэтому второй набор решений для {\displaystyle {\frac {\partial F}{\partial n_{1}}}=0\,\!}, которые задают максимум {\displaystyle \tau _{\mathrm {n} }\,\!} имеют вид {\displaystyle n_{1}=0,\,\,n_{2}=\pm {\frac {1}{\sqrt {2}}},\,\,n_{3}=\pm {\frac {1}{\sqrt {2}}},\,\,\tau _{\mathrm {n} }=\pm {\frac {\sigma _{2}-\sigma _{3}}{2}}\,\!} {\displaystyle n_{1}=\pm {\frac {1}{\sqrt {2}}},\,\,n_{2}=0,\,\,n_{3}=\pm {\frac {1}{\sqrt {2}}},\,\,\tau _{\mathrm {n} }=\pm {\frac {\sigma _{1}-\sigma _{3}}{2}}\,\!} {\displaystyle n_{1}=\pm {\frac {1}{\sqrt {2}}},\,\,n_{2}=\pm {\frac {1}{\sqrt {2}}},\,\,n_{3}=0,\,\,\tau _{\mathrm {n} }=\pm {\frac {\sigma _{2}-\sigma _{3}}{2}}\,\!} Следовательно, полагая {\displaystyle \sigma _{1}\geq \sigma _{2}\geq \sigma _{3}\,\!}, максимальное напряжение сдвига выражается как {\displaystyle \tau _{\mathrm {max} }={\frac {1}{2}}\left\|\sigma _{1}-\sigma _{3}\right\|={\frac {1}{2}}\left\|\sigma _{\mathrm {max} }-\sigma _{\mathrm {min} }\right\|\,\!} и его можно рассматривать как равное половине от разницы между наибольшим и наименьшим главными напряжениями, действующими в плоскости, которая делит пополам угол между направлениями наибольшего и наименьшего главных напряжений. |

## Тензор девиатора напряжения
Тензор напряжений {\displaystyle \sigma _{ij}\,\!} можно представить в виде двух тензоров напряжений:
1. тензора среднего гидростатического напряжения или тензора среднего нормального напряжения {\displaystyle \pi \delta _{ij}\,\!}, который связан с изменением объёма напряжённого тела; а также
2. девиаторного компонента, называемого тензором девиатора напряжений, {\displaystyle s_{ij}\,\!}, который связан с искажением первого.

В математической формулировке
{\displaystyle \sigma _{ij}=s_{ij}+\pi \delta _{ij},\,}
где {\displaystyle \pi \,\!} — среднее напряжение определённое как
{\displaystyle \pi ={\frac {\sigma _{kk}}{3}}={\frac {\sigma _{11}+\sigma _{22}+\sigma _{33}}{3}}={\tfrac {1}{3}}I_{1}.\,}
Давление ({\displaystyle p}) обычно определяется как отрицательная треть следа тензора напряжений за вычетом любого напряжения, в которое вносит вклад дивергенция скорости, то есть
{\displaystyle p=\nabla \cdot {\vec {u}}-\pi =\lambda \,{\frac {\partial u_{k}}{\partial x_{k}}}-\pi =\sum _{k}\lambda \,{\frac {\partial u_{k}}{\partial x_{k}}}-\pi ,}
где {\displaystyle \lambda } — константа пропорциональности, {\displaystyle \nabla } — оператор набла, {\displaystyle x_{k}} — k-я декартова координата, {\displaystyle {\vec {u}}} — скорость и {\displaystyle u_{k}} — k-я компонента скорости {\displaystyle {\vec {u}}} в декартовых координатах.
Тензор девиаторных напряжений можно получить вычитанием тензора гидростатических напряжений из тензора напряжений Коши:
{\displaystyle {\begin{aligned}\ s_{ij}&=\sigma _{ij}-{\frac {\sigma _{kk}}{3}}\delta _{ij},\,\\\left[{\begin{matrix}s_{11}&s_{12}&s_{13}\\s_{21}&s_{22}&s_{23}\\s_{31}&s_{32}&s_{33}\\\end{matrix}}\right]&=\left[{\begin{matrix}\sigma _{11}&\sigma _{12}&\sigma _{13}\\\sigma _{21}&\sigma _{22}&\sigma _{23}\\\sigma _{31}&\sigma _{32}&\sigma _{33}\\\end{matrix}}\right]-\left[{\begin{matrix}\pi &0&0\\0&\pi &0\\0&0&\pi \\\end{matrix}}\right]\\&=\left[{\begin{matrix}\sigma _{11}-\pi &\sigma _{12}&\sigma _{13}\\\sigma _{21}&\sigma _{22}-\pi &\sigma _{23}\\\sigma _{31}&\sigma _{32}&\sigma _{33}-\pi \\\end{matrix}}\right].\\\end{aligned}}}

### Инварианты тензора девиатора напряжений
Поскольку это тензор второго ранга, тензор девиатора напряжения также обладает набором инвариантов, которые можно получить используя ту же процедуру, которую мы использовали для вычисления инвариантов тензора напряжений. Можно показать, что главные направления тензора девиатора напряжений {\displaystyle s_{ij}\,\!} совпадают с главными направлениями тензора напряжений {\displaystyle \sigma _{ij}\,\!}. Таким образом, его характеристическое уравнение имеет вид
{\displaystyle \left|s_{ij}-\lambda \delta _{ij}\right|=\lambda ^{3}-J_{1}\lambda ^{2}-J_{2}\lambda -J_{3}=0,\,}
где {\displaystyle J_{1}\,\!}, {\displaystyle J_{2}\,\!} и {\displaystyle J_{3}\,\!} -первый, второй и третий инварианты тензора девиатора напряжений, соответственно. Их значения одинаковы (неизменны) независимо от ориентации выбранной системы координат. Эти инварианты тензора девиатора напряжений выражаются как функции компонентов {\displaystyle s_{ij}\,\!} или его главных значений {\displaystyle s_{1}\,\!}, {\displaystyle s_{2}\,\!}, и {\displaystyle s_{3}\,\!}, или аналогично как функции {\displaystyle \sigma _{ij}\,\!} или его главных значений {\displaystyle \sigma _{1}\,\!}, {\displaystyle \sigma _{2}\,\!}, и {\displaystyle \sigma _{3}\,\!}. В самом деле
{\displaystyle {\begin{aligned}J_{1}&=s_{kk}=0,\,\\J_{2}&=\textstyle {\frac {1}{2}}s_{ij}s_{ji}\\&={\tfrac {1}{2}}(s_{1}^{2}+s_{2}^{2}+s_{3}^{2})\\&={\tfrac {1}{6}}\left[(\sigma _{11}-\sigma _{22})^{2}+(\sigma _{22}-\sigma _{33})^{2}+(\sigma _{33}-\sigma _{11})^{2}\right]+\sigma _{12}^{2}+\sigma _{23}^{2}+\sigma _{31}^{2}\\&={\tfrac {1}{6}}\left[(\sigma _{1}-\sigma _{2})^{2}+(\sigma _{2}-\sigma _{3})^{2}+(\sigma _{3}-\sigma _{1})^{2}\right]\\&={\tfrac {1}{3}}I_{1}^{2}-I_{2},\,\\J_{3}&=\det(s_{ij})\\&={\tfrac {1}{3}}s_{ij}s_{jk}s_{ki}\\&=s_{1}s_{2}s_{3}\\&={\tfrac {2}{27}}I_{1}^{3}-{\tfrac {1}{3}}I_{1}I_{2}+I_{3}.\,\end{aligned}}}
Поскольку {\displaystyle s_{kk}=0\,\!}, то тензор девиатора напряжений отвечает состоянию чистого сдвига.
Величина, называемая эквивалентным напряжением или напряжением фон Мизеса, обычно используется в механике твёрдого тела. Она определяется как
{\displaystyle \sigma _{\mathrm {e} }={\sqrt {3~J_{2}}}={\sqrt {{\tfrac {1}{2}}~\left[(\sigma _{1}-\sigma _{2})^{2}+(\sigma _{2}-\sigma _{3})^{2}+(\sigma _{3}-\sigma _{1})^{2}\right]}}\,.}

## Октаэдрические напряжения

Рисунок 6. Октаэдрические плоскости напряжений.

Рассматривая главные направления как оси координат, плоскость, вектор нормали которой составляет равные углы с каждой из главных осей (то есть, имеет направляющие косинусы, равные {\displaystyle |1/{\sqrt {3}}|\,\!}) называется октаэдрической плоскостью. Всего имеется восемь октаэдрических плоскостей (рис. 6). Нормальные и сдвиговые компоненты тензора напряжений на этих плоскостях называются октаэдрическими нормальными напряжениями {\displaystyle \sigma _{\mathrm {oct} }\,\!} и октаэдрическими напряжениями сдвига {\displaystyle \tau _{\mathrm {oct} }\,\!}, соответственно.
Так как тензор напряжения в точке O (рис. 6) в главных осях равен
{\displaystyle \sigma _{ij}={\begin{bmatrix}\sigma _{1}&0&0\\0&\sigma _{2}&0\\0&0&\sigma _{3}\end{bmatrix}}\,\!}
то вектор напряжений на октаэдрической плоскости определяется выражением:
{\displaystyle {\begin{aligned}\mathbf {T} _{\mathrm {oct} }^{(\mathbf {n} )}&=\sigma _{ij}n_{i}\mathbf {e} _{j}\\&=\sigma _{1}n_{1}\mathbf {e} _{1}+\sigma _{2}n_{2}\mathbf {e} _{2}+\sigma _{3}n_{3}\mathbf {e} _{3}\\&={\tfrac {1}{\sqrt {3}}}(\sigma _{1}\mathbf {e} _{1}+\sigma _{2}\mathbf {e} _{2}+\sigma _{3}\mathbf {e} _{3})\end{aligned}}\,\!}
Нормальная составляющая вектора напряжений в точке O, связанная с октаэдрической плоскостью, равна
{\displaystyle {\begin{aligned}\sigma _{\mathrm {oct} }&=T_{i}^{(n)}n_{i}\\&=\sigma _{ij}n_{i}n_{j}\\&=\sigma _{1}n_{1}n_{1}+\sigma _{2}n_{2}n_{2}+\sigma _{3}n_{3}n_{3}\\&={\tfrac {1}{3}}(\sigma _{1}+\sigma _{2}+\sigma _{3})={\tfrac {1}{3}}I_{1}\end{aligned}}\,\!}
которая оказывается равной среднему нормальному напряжению или гидростатическом напряжению. Это значение одинаково для всех восьми октаэдрических плоскостей. Напряжение сдвига в октаэдрической плоскости тогда равно
{\displaystyle {\begin{aligned}\tau _{\mathrm {oct} }&={\sqrt {T_{i}^{(n)}T_{i}^{(n)}-\sigma _{\mathrm {n} }^{2}}}\\&=\left[{\tfrac {1}{3}}(\sigma _{1}^{2}+\sigma _{2}^{2}+\sigma _{3}^{2})-{\tfrac {1}{9}}(\sigma _{1}+\sigma _{2}+\sigma _{3})^{2}\right]^{1/2}\\&={\tfrac {1}{3}}\left[(\sigma _{1}-\sigma _{2})^{2}+(\sigma _{2}-\sigma _{3})^{2}+(\sigma _{3}-\sigma _{1})^{2}\right]^{1/2}={\tfrac {1}{3}}{\sqrt {2I_{1}^{2}-6I_{2}}}={\sqrt {{\tfrac {2}{3}}J_{2}}}\end{aligned}}\,\!}

## Альтернативные способы представления напряжений
Другие полезные способы представления напряжения включают первый и второй тензоры напряжений Пиолы — Кирхгофа, тензор напряжений Био и тензор напряжений Кирхгофа.

### Тензор напряжений Пиолы — Кирхгофа
В случае конечных деформаций тензоры напряжений Пиолы — Кирхгофа выражают напряжение относительно некой эталонной конфигурации. В этом состоит отличие от тензора напряжений Коши, который выражает напряжение относительно текущей конфигурации. Для бесконечно малых деформаций и поворотов тензоры Коши и тензор Пиолы — Кирхгофа идентичны.
Тогда как тензор напряжений Коши {\displaystyle {\boldsymbol {\sigma }}} связывает напряжения в текущей конфигурации, градиент деформации и тензоры деформации описываются путём сравнения движения тела с эталонной конфигурацией; таким образом, не все тензоры, описывающие состояние материала, находятся в эталонной или текущей конфигурации. Описание напряжений, деформаций и деформаций в эталонной или текущей конфигурации упростило бы определение конститутивных моделей (например, тензор напряжений Коши — это вариант чистого вращения, в то время как тензор деформаций является инвариантным; таким образом, возникают проблемы при определении конститутивной модели, которая связывает изменяющийся тензор в терминах инвариантного при чистом вращении; поскольку по определению конститутивные модели должны быть инвариантными к чистым вращениям). 1-й тензор напряжений Пиолы — Кирхгофа, {\displaystyle {\boldsymbol {P}}} одно из возможных решений этой проблемы. Он определяет семейство тензоров, которые описывают конфигурацию тела в текущем или эталонном состоянии.
1-й тензор напряжений Пиолы — Кирхгофа, {\displaystyle {\boldsymbol {P}}} связывает силы в текущей («пространственной») конфигурации с областями в эталонной («материальной») конфигурации.
{\displaystyle {\boldsymbol {P}}=J~{\boldsymbol {\sigma }}~{\boldsymbol {F}}^{-T}~}
где {\displaystyle {\boldsymbol {F}}} — градиент деформации и {\displaystyle J=\det {\boldsymbol {F}}} — определитель Якоби .
В терминах компонентов по отношению к ортонормированному базису первый тензор напряжений Пиолы — Кирхгофа определяется выражением
{\displaystyle P_{iL}=J~\sigma _{ik}~F_{Lk}^{-1}=J~\sigma _{ik}~{\cfrac {\partial X_{L}}{\partial x_{k}}}~\,\!}
Поскольку он связывает разные системы координат, первый тензор напряжения Пиолы — Кирхгофа является двухточечным тензором. В общем случае, он симметричен. Первый тензор напряжений Пиолы — Кирхгофа представляет собой трёхмерное обобщение одномерной концепции инженерного напряжения.
Если среда вращается без изменения напряжённого состояния (жёсткое вращение), то компоненты 1-го тензора напряжений Пиолы — Кирхгофа будут изменяться в зависимости от ориентации среды.

#### Второй тензор напряжений Пиолы — Кирхгофа
В то время как 1-й тензор напряжения Пиолы — Кирхгофа связывает силы в текущей конфигурации с областями в эталонной конфигурации, 2-й тензор напряжений Пиолы — Кирхгофа {\displaystyle {\boldsymbol {S}}} связывает силы в эталонной конфигурации с областями в эталонной конфигурации. Сила в эталонной конфигурации вычисляется через отображение, которое сохраняет относительную взаимосвязь между направлением силы и нормалью области в эталонной конфигурации.
{\displaystyle {\boldsymbol {S}}=J~{\boldsymbol {F}}^{-1}\cdot {\boldsymbol {\sigma }}\cdot {\boldsymbol {F}}^{-T}~.}
В индексной записи относительно ортонормированного базиса
{\displaystyle S_{IL}=J~F_{Ik}^{-1}~F_{Lm}^{-1}~\sigma _{km}=J~{\cfrac {\partial X_{I}}{\partial x_{k}}}~{\cfrac {\partial X_{L}}{\partial x_{m}}}~\sigma _{km}\!\,\!}
Это симметричный одноточечный тензор.
Если среда вращается без изменения напряжённого состояния (жёсткое вращение), то компоненты 2-го тензора напряжений Пиолы — Кирхгофа остаются постоянными, независимо от ориентации материала.